# Доспехи

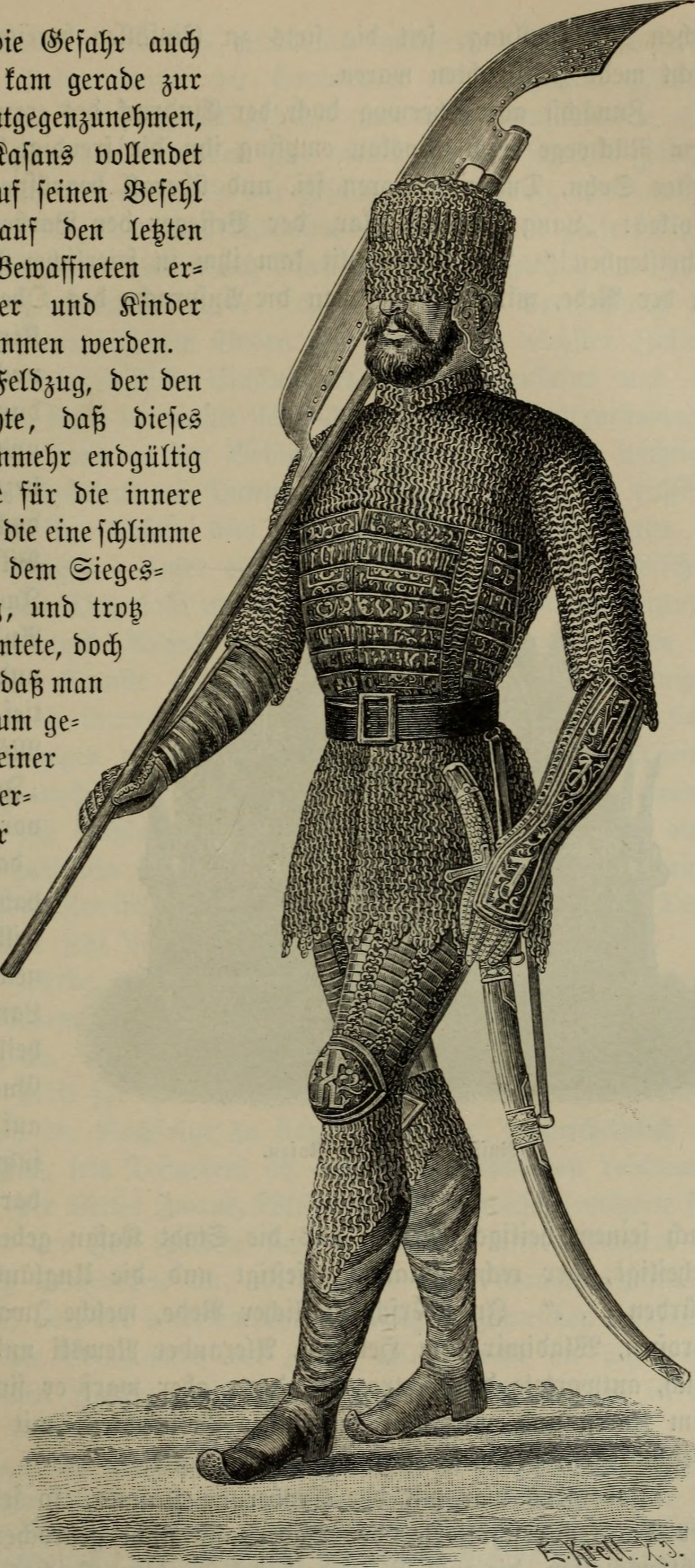
Русский бронник (пехотинец-кольчужник) XVI века, иллюстрация из книги Теодора Шимана «Столетие», 1886 года.

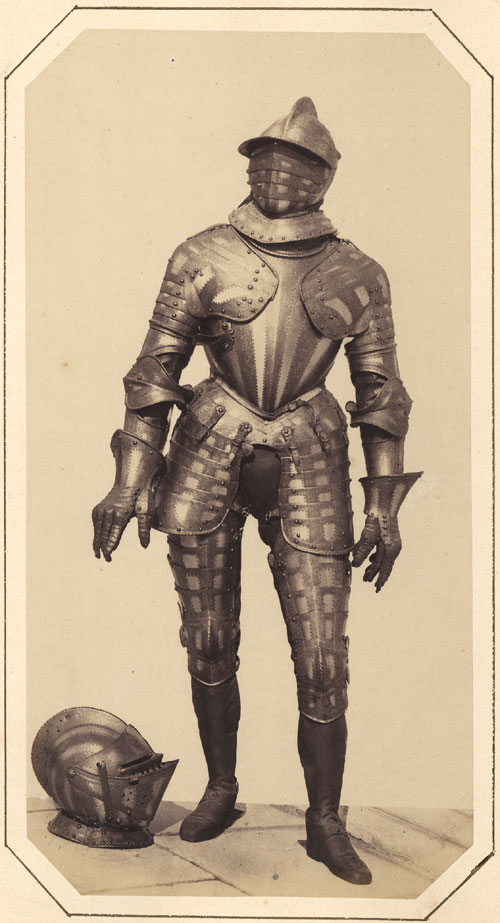
Рыцарский доспех XVI столетия.

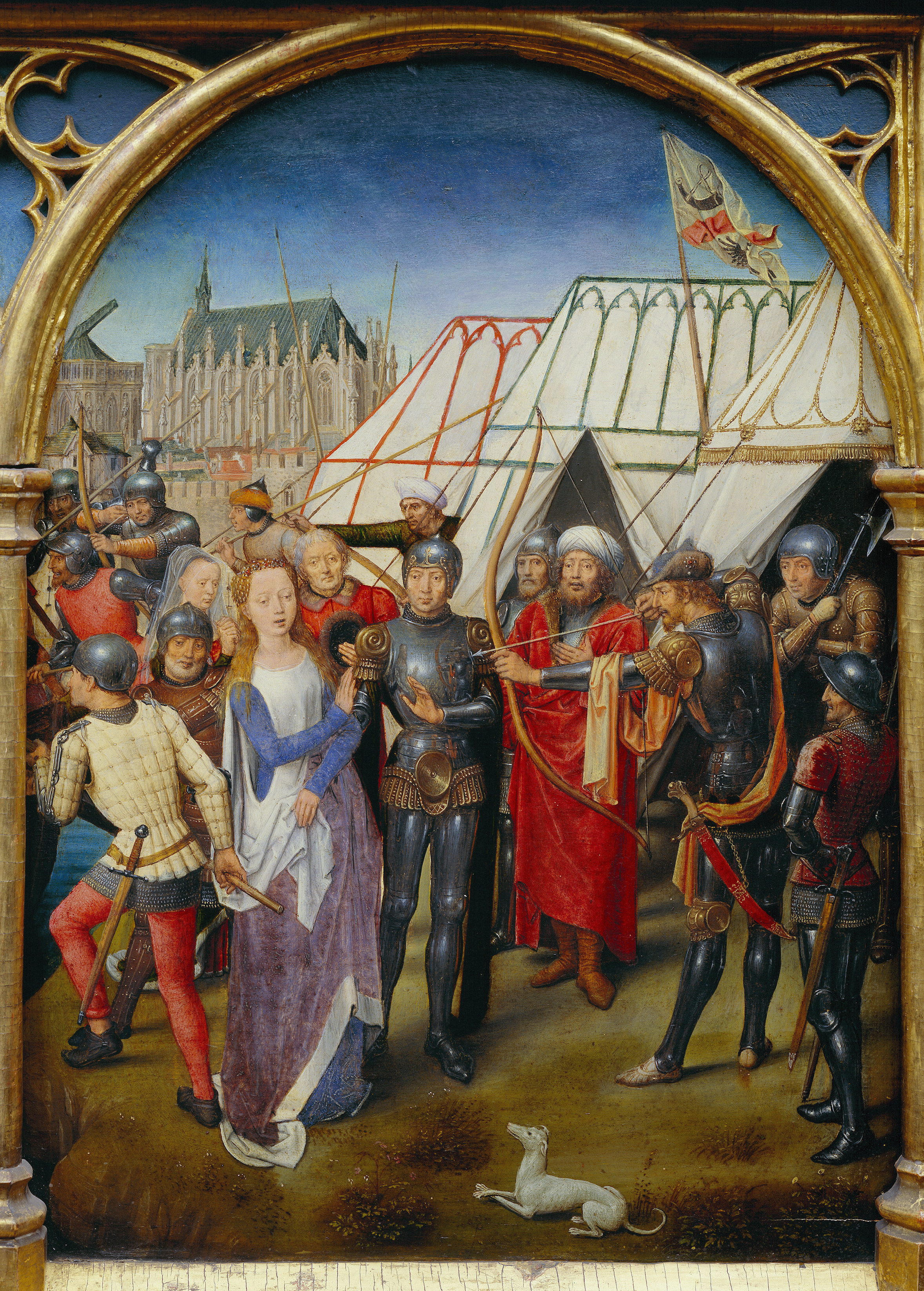
Ганс Мемлинг. «Мученичество Святой Урсулы» (1489). Слева воин в стеганом доспехе, справа — в бригантине.

Доспе́х, предохранительное оружие — в древности и средние века предохранительное вооружение воина для защиты разных частей тела, иногда и тела боевого животного, кусок выкованного металла (комплект).
Как предохранительное индивидуальное вооружение для защиты туловища, сначала появляется пансырь, имеющее вид рубахи и первоначально состоявшее из нашитых на кожаное платье ремней (cotte treillissée) или пластинок (cotte maclée). С XI века появляются кольчатый и чешуйчатый панцирь. На Руси древний оборонительный доспех назывался броня. В Европе вплоть до XVII века в войнах использовалось за редким исключением только холодное (белое) оружие, именно оно вызывало до 90 % всех потерь в стычках, боях, сражениях и битвах и исход столкновений решался в рукопашной схватке. Поэтому доспехи были эффективным и целесообразным видом защитного оснащения. Впоследствии, по причине появления дешёвого и эффективного ручного огнестрельного оружия (мушкетов) и  был произведен переход к массовым армиям. В связи с этим намного дешевле и эффективнее нанять толпу крестьян и обучить их стрельбе из огнестрельного оружия, чем снаряжать полными латами. Из-за этого доспехи в европейских армиях постепенно исчезают с полей сражений, данный процесс главным образом завершился к началу XVIII века. Хотя многие и утверждают что доспехи неэффективно защищали от огнестрельного оружия и артиллерии, на самом деле они не исчезали вовсе, просто за счёт своей дороговизны их могли позволить только богатое сословие. В дальнейшем вследствие развития чёрной металлургии начинают появляться общевойсковые средства защиты — кирасы. 
До распространения огнестрельного оружия именно доспехи отличали воина, а слово «вооружение» обозначало именно их. Это связано с тем, что доспехи, как правило, были менее доступны, чем холодное (белое) оружие, из-за сложности технологии их изготовления и количества необходимого материала, а также часто недостаточно удобны для повседневного ношения. Наличие у человека относительно недорогого меча или другого оружия, в принципе, ничего не означало или, в некоторых государствах, странах и эпохах, могло обозначать принадлежность к привилегированному сословию — в то время как надетые нагрудник, шлем или щит сразу давали понять, что этот человек собирается в скором времени использовать оружие против так же вооружённого противника.
Большая коллекция доспехов собрана в Эрмитаже.

## История

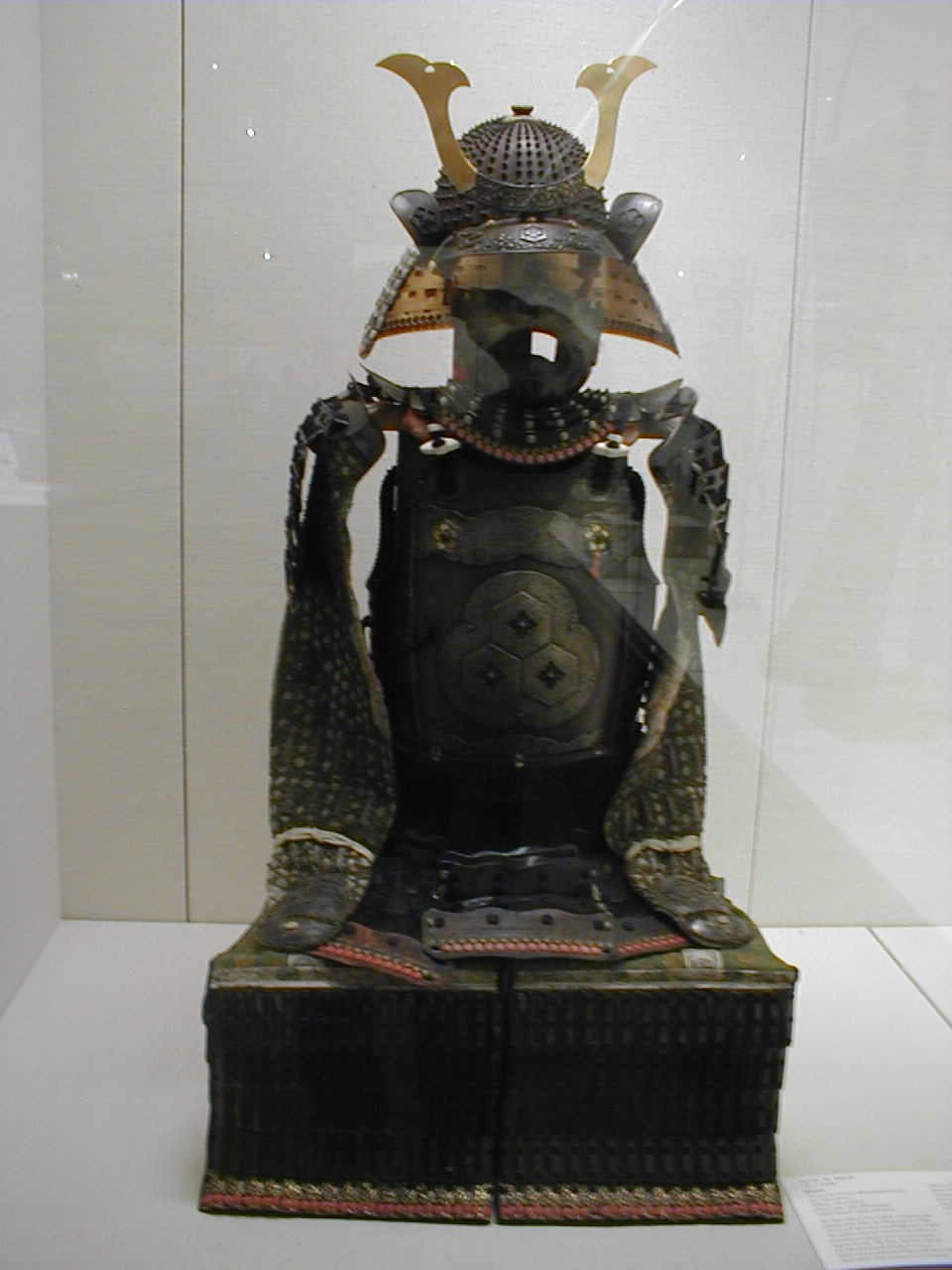
Доспехи японского самурая Одоси

Естественная защита человека не превосходит по качеству его естественное вооружение, поэтому о защите от оружия человек начал задумываться сразу же после его возникновения. Защитное вооружение развивалось параллельно наступательному холодному оружию, так чтобы давать наибольшую защиту при существующих технологиях и при этом обеспечивать приемлемую для принятого в данной культуре типа боя подвижность. Оно прошло долгий путь эволюции: от защиты из звериных шкур, рогов и кости, через доспехи из металлической чешуи или колец, до полного рыцарского латника, не оставляющего открытым ни сантиметра столь уязвимого человеческого тела. Подробнее смотрите историю доспехов.

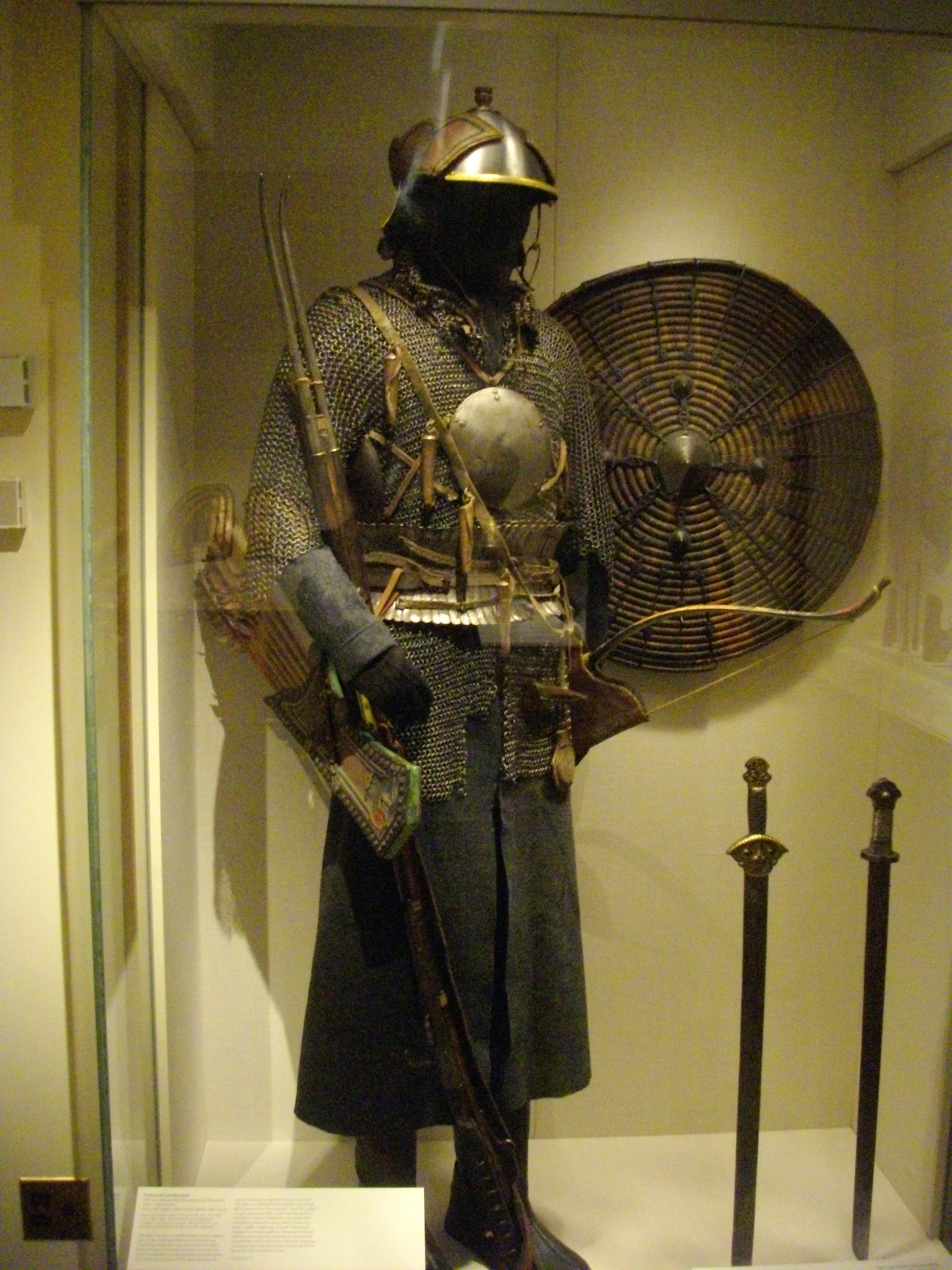
Комплекс доспеха и оружия тибетского воина XVII—XIX века, во многом аналогичный более ранним образцам

История доспеха не знала некоей «магистральной линии» развития; в ней было множество изолированных либо сообщающихся друг с другом направлений, а также свои подъёмы и упадки, обусловленные как общей неравномерностью развития материальной культуры, так и радикальными переменами в военном деле, обесценивающими защитное снаряжение предыдущего поколения, после чего его развитие часто начинается практически с нуля. Так, в Римской империи стандартным доспехом пехоты был крупнопластинчатый (латный) панцирь; однако уже для Вегеция (IV—V века н. э.) он стал «древним оружием», секрет изготовления которого был утерян, а в Тёмные века основным защитным снаряжением окончательно стала технологически весьма простая (хотя и трудоёмкая в изготовлении) кольчуга; лишь в XIV веке уровень массового производства позволил вернуться к пластинчатой броне, хотя уже и в совершенно иных формах. Точно так же в Японии периода Кофун были распространены жёсткие кирасы, связанные шнурами или склёпанные из широких горизонтальных полос металла, которые впоследствии по причине неприспособленности к проникшему в Японию верховому бою были вытеснены заимствованными с континента ламеллярными доспехами; они же, в свою очередь, пройдя через длительный эволюционный процесс, превратились сначала в ламинарные доспехи, а затем и в цельные кирасы стиля «гусоку», которые, впрочем, отличались от кирас периода Кофун не меньше, чем рыцарский доспех от римской «лорики сегментаты». Наконец, уже в наши дни защитное снаряжение воина, хорошо забытое ещё в XIX веке, возрождается, но уже в совершенно ином, высокотехнологичном воплощении.

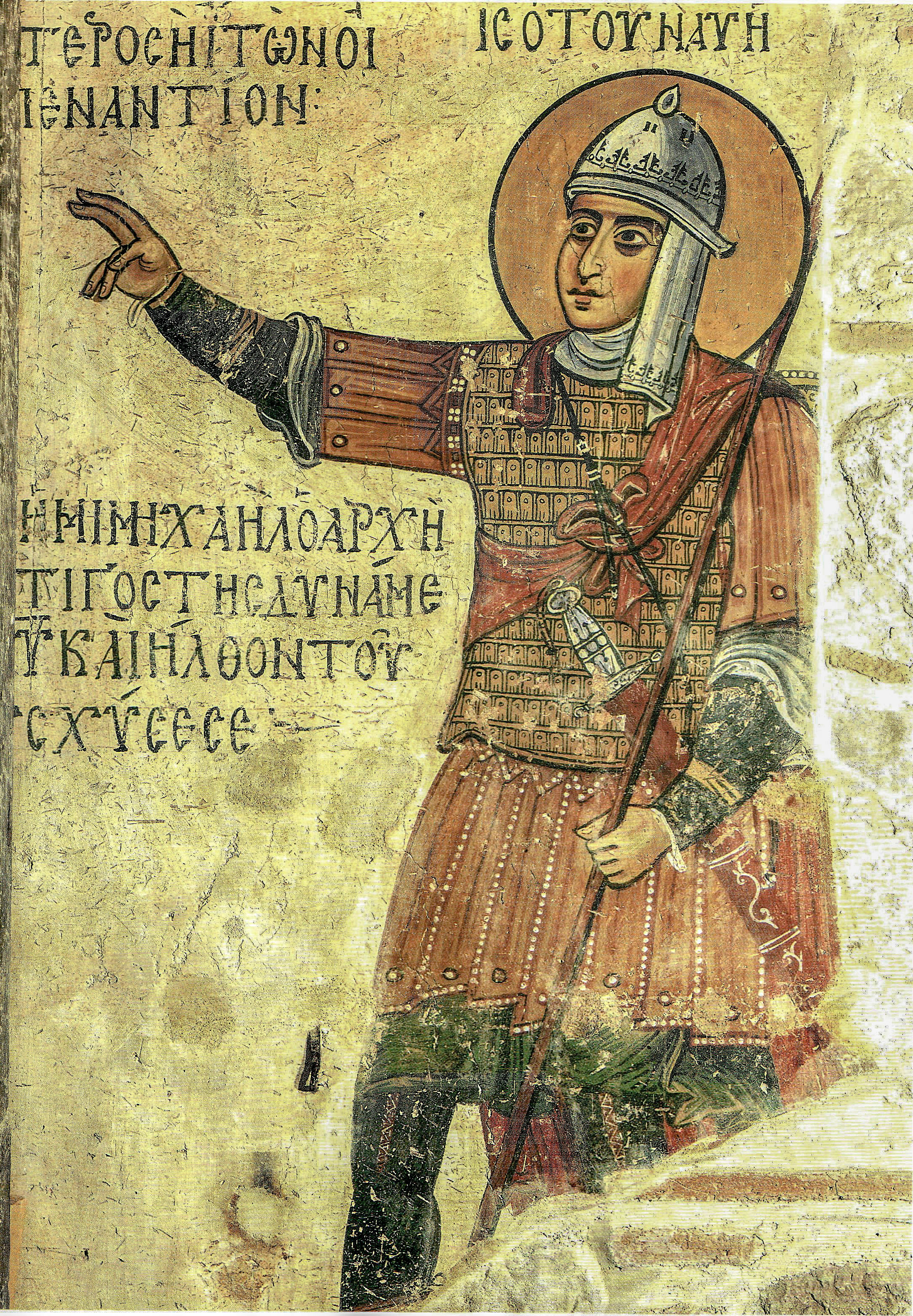
Византийский воин в ламеллярном доспехе. Фреска из монастыря Св. Луки в Беотии. X в.

### Назначение и эффективность

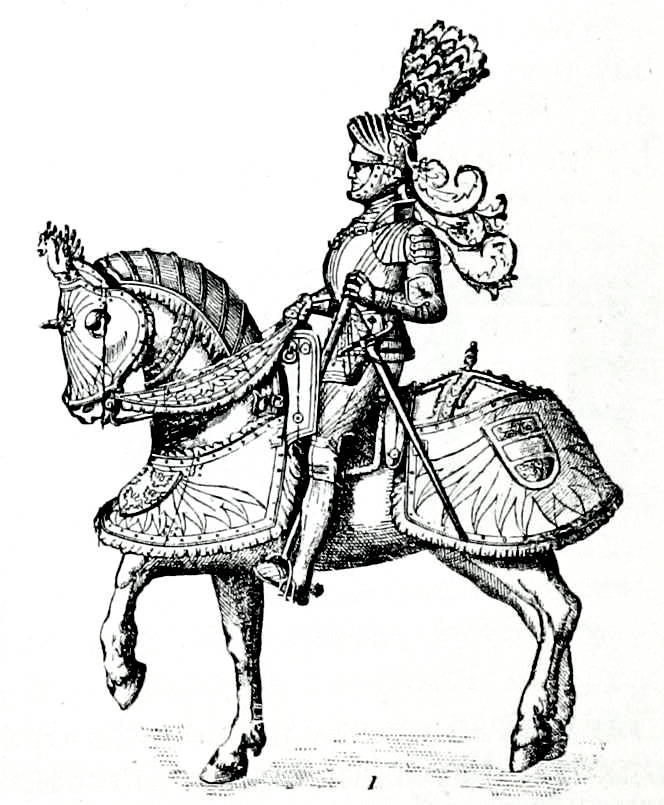
Император Максимилиан I в т. н. «максимилиановских» доспехах. Нач. XVI в. Рис. из статьи «История военного искусства» в «Военной энциклопедии Сытина»; 1913 г.

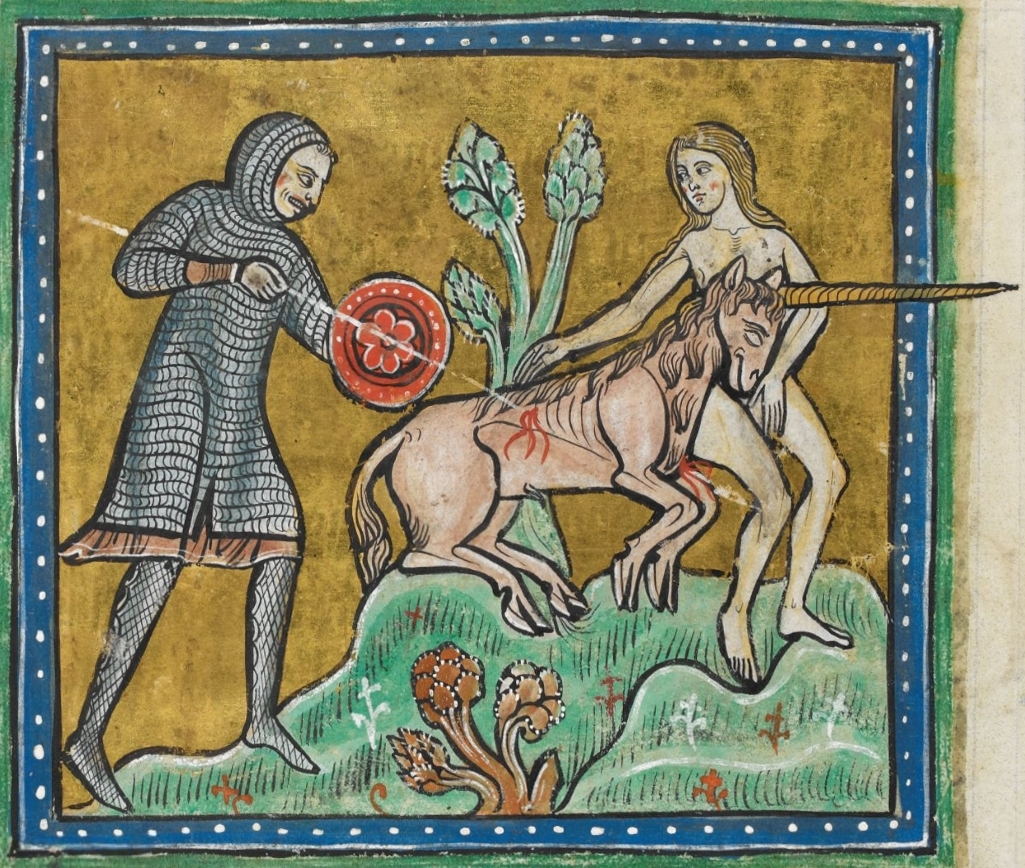
Охота на единорога. Миниатюра из Рочестерского бестиария. 1230—1240 гг.

В целом, любой боевой доспех был предназначен в первую очередь для защиты от случайных, скользящих ударов, а также от стрел, нисколько не отменяя для носящего его воина необходимости активно парировать выпады противника или уклоняться от них. Даже будучи пробит, доспех существенно снижал тяжесть получаемых его обладателем травм и, соответственно, повышал шансы на выживание — но не более того.
О какой-либо степени неуязвимости обладателя доспеха можно говорить лишь в случае европейских позднесредневековых крупнопластинчатых (латных) доспехов, да и то — лишь при обстрелах из луков и рубке одноручным мечом, который, хотя потенциально и мог оставлять своим концом зарубки на кирасе не самого высокого качества, уже практически не имел шансов нанести существенные травмы защищённому таким доспехом воину. Техника боя на мечах в период распространения латных доспехов вообще не подразумевала ударов клинком по кирасе или другим сплошным элементам доспеха — задачей бойцов было «обойти» их, найдя слабое место в защите. Появившиеся примерно в то же время (XV век) колющие мечи, альшписы, алебарды с узкими шиловидными отростками и тому подобное оружие при умелом применении, если и не пробивало сами латы, то поражало обладателя ранних вариантов такого доспеха в плохо прикрытые части тела, где защита из соображений сохранения подвижности ограничивалась кольчужным полотном или кожаными вставками, — шею, подмышки и так далее. Поэтому увеличение площади, прикрываемой непосредственно крупными пластинами латника, было одной из основных забот европейских доспешников вплоть до массового распространения огнестрельного оружия, когда на первый план вышло уже стремление обеспечить пуленепробиваемость хотя бы нагрудника за счёт облегчения остальных частей доспеха или даже отказа от них при сохранении общей массы комплекта. Бывшие основным оружием рыцарской конницы тяжёлые кавалерийские копья (лэнсы), пехотные пики и алебарды, тяжёлые арбалеты с механическим взводом, ударно-дробящее оружие, а также специализированное холодное оружие, созданное для силового прорубания (клевец) или протыкания (эсток) лат, всё ещё были для одоспешенного воина весьма опасны, не говоря уже об огнестрельном оружии, начиная с аркебузы.

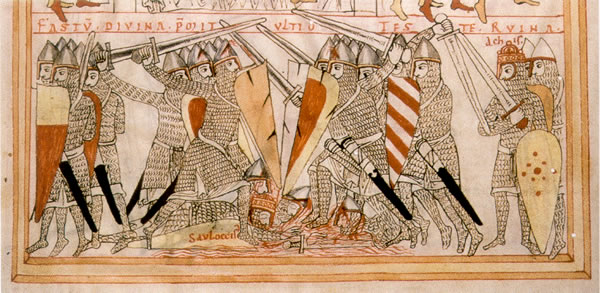
Рыцари в кольчужных хауберках, норманнских шлемах, с миндалевидными щитами. Миниатюра из рукописи «Сентенций» Петра Ломбардского. 1180 г.

Что касается массы доспешного комплекта, то она в течение столетий оставалась практически неизменной: полный комплект кольчужной защиты XIII века, состоявший из рубашки с рукавами и капюшоном (обера, хауберка) и чулок—шоссов, «переходный» доспех XIV века, полный латник XV века или «трёхчетвертной» доспех XVI—XVII веков весили примерно одинаково — в пределе 30—40 килограмм (типично 15—20 кг), хотя при этом, разумеется, обеспечиваемая ими защита различалась, и весьма существенно. Такая масса, распределённая по всему телу, вовсе не обременяла сверх меры даже средней силы воина (для сравнения: современный рядовой солдат носит на себе около 40 кг экипировки, а солдат элитного подразделения, вроде SAS, — до 90 кг). Исключение составляли, пожалуй, лишь турнирные доспехи, которые — уникальное явление во всей истории доспеха — были предназначены не для защиты от случайных ударов и снижения тяжести травм, а для их по возможности полного предотвращения даже при «таранном» ударе копьём в грудь. Разумеется, результатом такой постановки задачи становились доспехи, заведомо нежизнеспособные в качестве боевых. Так или иначе, длительное ношение доспеха всё же сильно утомляло, особенно в жару — вплоть до теплового удара. В большинстве случаев воины старались как можно скорее снять своё защитное снаряжение хотя бы частично, порой даже рискуя оказаться захваченными противником врасплох без доспехов, что и случалось неоднократно. При преодолении водных преград и спешном отступлении доспехи также часто снимали — или даже, скорее, срезали — осознавая, что потеря дорогой брони предпочтительна потере собственной жизни.

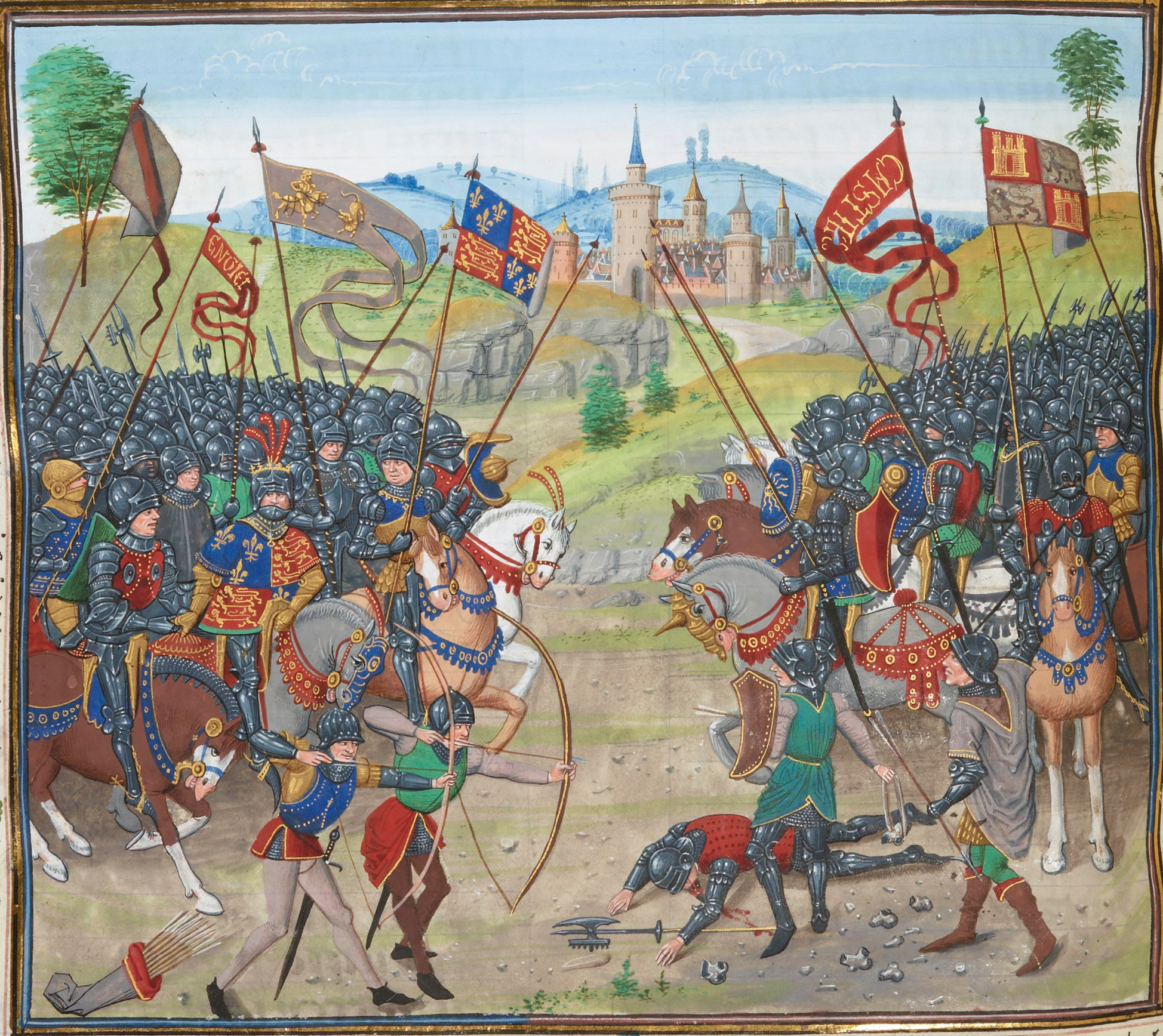
Рыцари в латах и лучники в бригандинах в битве при Нахере 1367 г. Миниатюра из рукописи «Хроник» Ж. Фруассара. 1470-е гг.

Что касается подвижности, даже самый тяжёлый боевой латный доспех в полной мере позволял надевшему его совершать любые необходимые в бою движения и даже, как упоминается в средневековых источниках, выполнять некоторые акробатические трюки. Однако воин в нём, как и в любой плотной одежде, достаточно быстро уставал при активных действиях, так что его ношение требовало хорошей физической подготовки. Именно поэтому, в частности, европейские лучники, даже те, кто мог позволить себе хороший доспех, не носили оплечий — они мешали бы стрельбе из лука, оказывая сопротивление быстрым движениям рук и требуя повышенных затрат энергии, особенно с учётом того, что полностью поднять руки вверх или развести в стороны можно было не с любой конструкцией оплечья (азиатские же лучники использовали обычно оплечья ламеллярной, ламинарной или куячной конструкции в виде свободно свисающих с плеч гибких листов, в этом случае хорошая защита была принесена в жертву подвижности, например зона подмышек практически не была прикрыта).

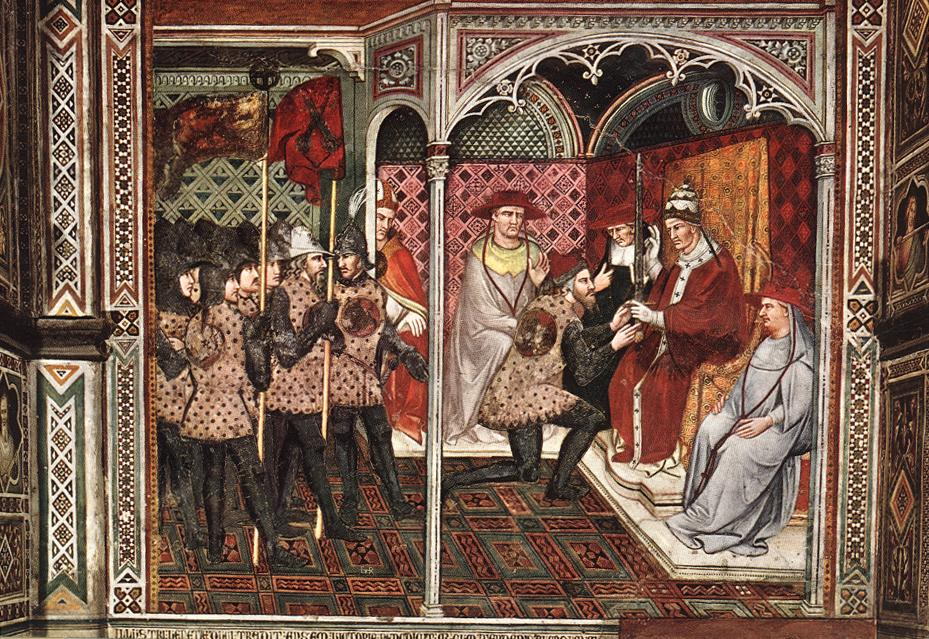
Фридрих Барбаросса признаёт власть папы Александра III Фреска Спинелло Аретино из Палаццо Публико в Сиене. XIV в. На императоре и его рыцарях — бригантины заклепками наружу

Если средневековая Европа, начав со сравнительно лёгкого комплекта кольчужных доспехов, последовательно развивала его в направлении улучшения защитных свойств, что положило начало «соревнованию» между защитным и наступательным вооружением, закончившемуся лишь после массового распространения огнестрельного оружия, то за пределами Европы доспешники обычно вообще не пытались добиться от доспеха абсолютной защиты. На Востоке защитное снаряжение продолжали рассматривать как необходимое дополнение к мастерству воина, от него требовалось хорошо противостоять случайным ударам, но при этом быть тонким, гибким и удобным, не мешать быстро двигаться в бою. Свою роль здесь сыграли и общая тенденция восточного комплекса доспеха и вооружения к большей лёгкости и манёвренности, и тяготение к дальнему бою с использованием метательного оружия, для которого требовался гибкий и подвижный доспех, а в последние столетия средневековья — в какой-то степени и наметившееся отставание от Европы в области массового ремесленного производства.
К XV—XVI векам, то есть в период расцвета европейского латника, на Ближнем и Среднем Востоке основным типом доспехов становятся кольчато-пластинчатые доспехи, состоящие из отдельных небольших пластин, соединённых кольцами или узкими, в три-пять колец, вставками кольчужного полотна. Цельными у такого доспеха были только шлем, трубчатые наручи (базубанды), нагрудная пластина (зерцало) и иногда оплечье, предохраняющее плечи воина от рубящих ударов сверху.
Обычно сохранялся и щит, предназначенный для активного принятия ударов противника и защиты от стрел, который в Европе к XVI веку практически вышел из употребления, так как новые техники фехтования позволили обходиться без него в ближнем бою на мечах, удар копья стали принимать непосредственно на кирасу, а стрелы обладателю латника уже не были особо страшны.

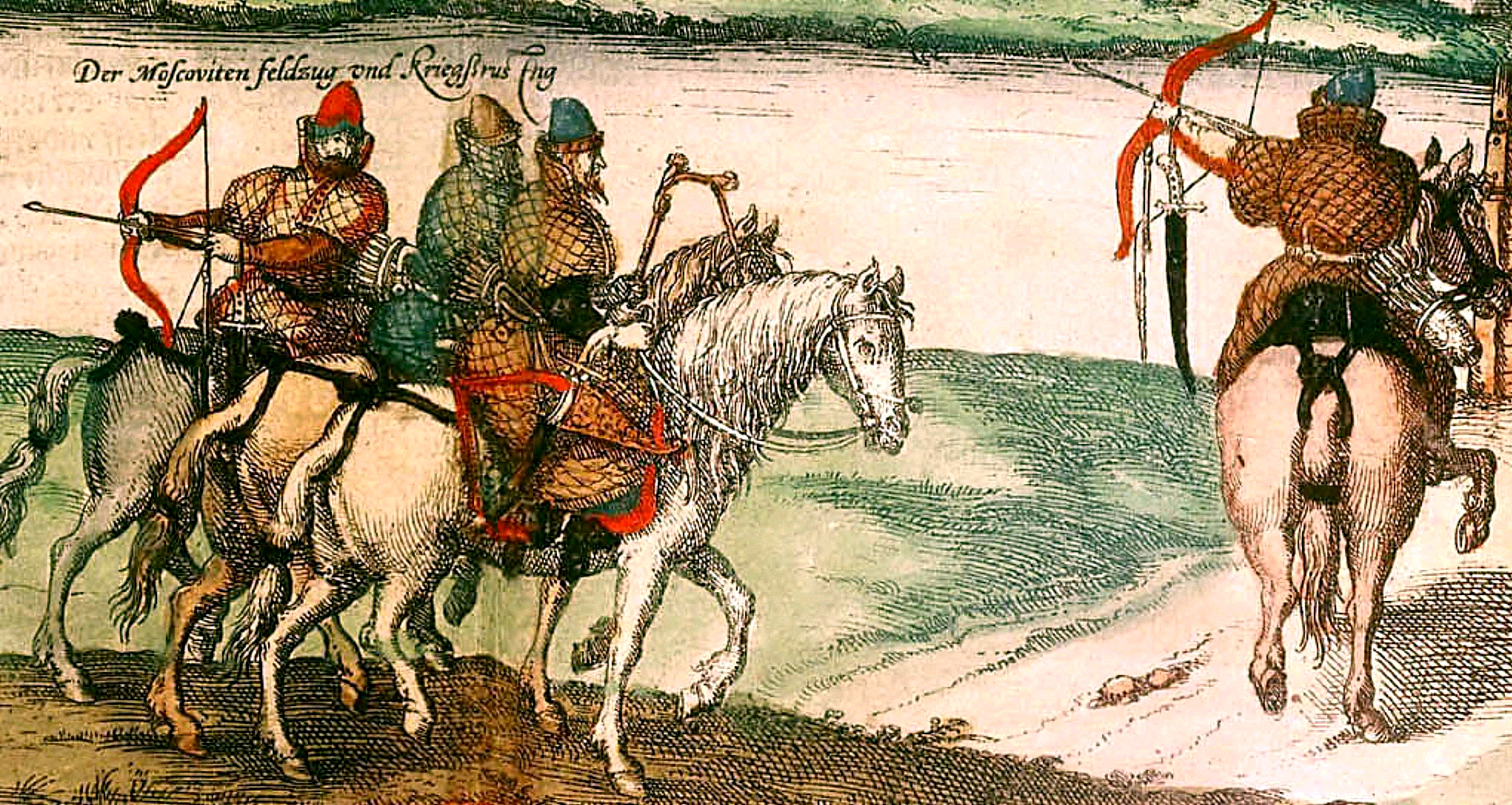
Воины русской поместной конницы в тегиляях. Иллюстрация из издания «Записок о Московии» Сигизмунда Герберштейна 1556 г.

Таким образом, вместо характерной для Европы, начиная с XV века, сплошной пластинчатой защиты всего тела воина выбор был сделан в пользу защиты дифференцированной: более мощной в области жизненно важных органов или особо уязвимых местах, более лёгкой и подвижной в остальных. В том числе и именно благодаря этому подходу, доспехи на Востоке какое-то время сохранялись и после перехода к огнестрельному оружию — в отличие от европейских лат, они не были столь технологически сложны и дороги (хотя и трудоёмки) в изготовлении, практически не стесняли движений, были сравнительно удобны в походе, давая при этом достойную защиту от всё ещё широко используемого холодного оружия. В Европе в последнее столетие широкого применения доспехов также пришли к идее дифференцированной защиты, однако её реализация оказалась менее удачной: после того, как латный доспех «стянулся» по направлению к кирасе, руки и ноги воина оказались полностью незащищёнными.
Наряду с доспехами из металла, на Руси, в восточных и африканских странах издавна употреблялись различные виды защиты тела из подбитой растительными волокнами, простеганной и пропитанной ткани. В войсках Московского государства XVI—XVII веков такой относительно дешёвый и широко доступный доспех получил название тегиляя — от монг. хатангу дегель («прочный, как сталь, кафтан»).
Похожий доспех из простеганной хлопковой ткани, называвшийся ичкауипилль, использовали испанские конкистадоры при завоевании империи ацтеков в 1519-1521 годах, позаимствовав его у индейцев майя в ходе более ранней экспедиции на Юкатан.

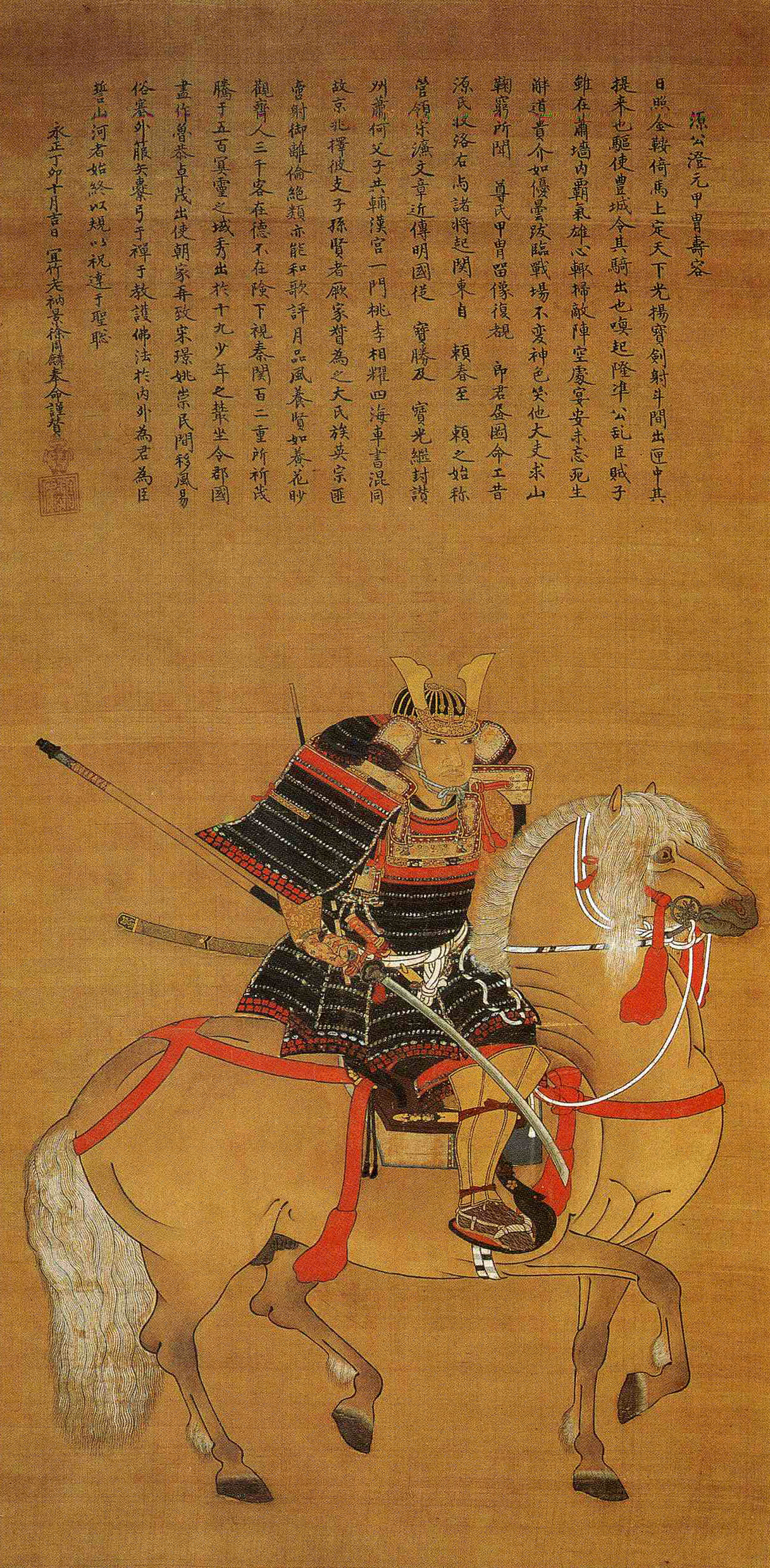
Кано Мотонобу. Конный портрет Хосокава Сумимото в доспехе харамаки. 1507 г.

Дальний Восток, от Чукотки до Тибета и от Великой степи до Японии, долгое время практически не знал кольчатых и кольчато-пластинчатых доспехов; роль кольчуги здесь с древнейших времён играл ламелляр, связанный шнурами из мелких металлических пластинок. Ламеллярное полотно было чуть менее подвижным, чем кольчатое, но обеспечивало лучшую защиту, в особенности от стрел, — хотя и на меньшей площади: шея и подмышки обычно оставались или вообще незащищёнными, или плохо прикрытыми. В изолированных регионах, таких как чукотская тундра и горы Тибета, этот тип доспеха сохранился без особых изменений до XIX—XX веков, причём в позднейшее время часто применяясь даже наряду с огнестрельным оружием. Между тем, в целом защитное снаряжение в этом регионе стало со временем развиваться в сторону специфических форм, по сути, промежуточных между доспехом и одеждой.
В Китае и на связанных с ним территориях в XIII веке получил распространение, а к XV—XVI векам стал основным типом доспеха имеющий, видимо, монгольское происхождение куяк, в целом аналогичный европейской бригантине с точки зрения конструкции и по обеспечиваемой защите. Похожие доспехи применялись также на Руси, в Индии и других регионах, подвергшихся в своё время монгольскому нашествие. Хорошо сделанный куяк был весьма удобен в ношении, но при этом обеспечивал вполне достойную защиту от холодного оружия благодаря наличию внутри сплошного слоя установленных с сильным перехлёстом сравнительно тонких и гибких металлических пластин. Помимо внутренних пластин, снаружи также могли крепиться дополнительные крупные щитки и зерцала, которые усиливали доспех и перераспределяли энергию удара на бо́льшую площадь, передавая её расположенным изнутри более мелким пластинкам, — принцип, широко используемый в современных бронежилетах. Помимо защиты туловища, куяк мог иметь полы и рукава, как у кафтана, что ещё больше сближало его с обычной для того времени одеждой. Другим его существенным, с точки зрения тогдашних воинов, преимуществом была высокая декоративность: обтянутый дорогой материей и украшенный крупными блестящими головками заклёпок, куяк выглядел очень привлекательно, как дорогая одежда. Именно по этой причине даже после отказа от доспехов он какое-то время сохранялся в качестве парадной формы, часто уже без металлических пластин под тканью.
Уникально развитие защитного снаряжения в Японии. Начав с вариации на тему общего дальневосточного ламелляра, жители Страны восходящего солнца довели его до необычайно вычурных форм, а затем перешли на доспехи из крупных металлических пластин, в чём-то похожих на европейские, а позже — даже предназначенные, как и поздние европейские латы, для защиты от огнестрельного оружия, хотя и более лёгкие по сравнению с последними, без сплошной латной защиты конечностей.

### Ношение

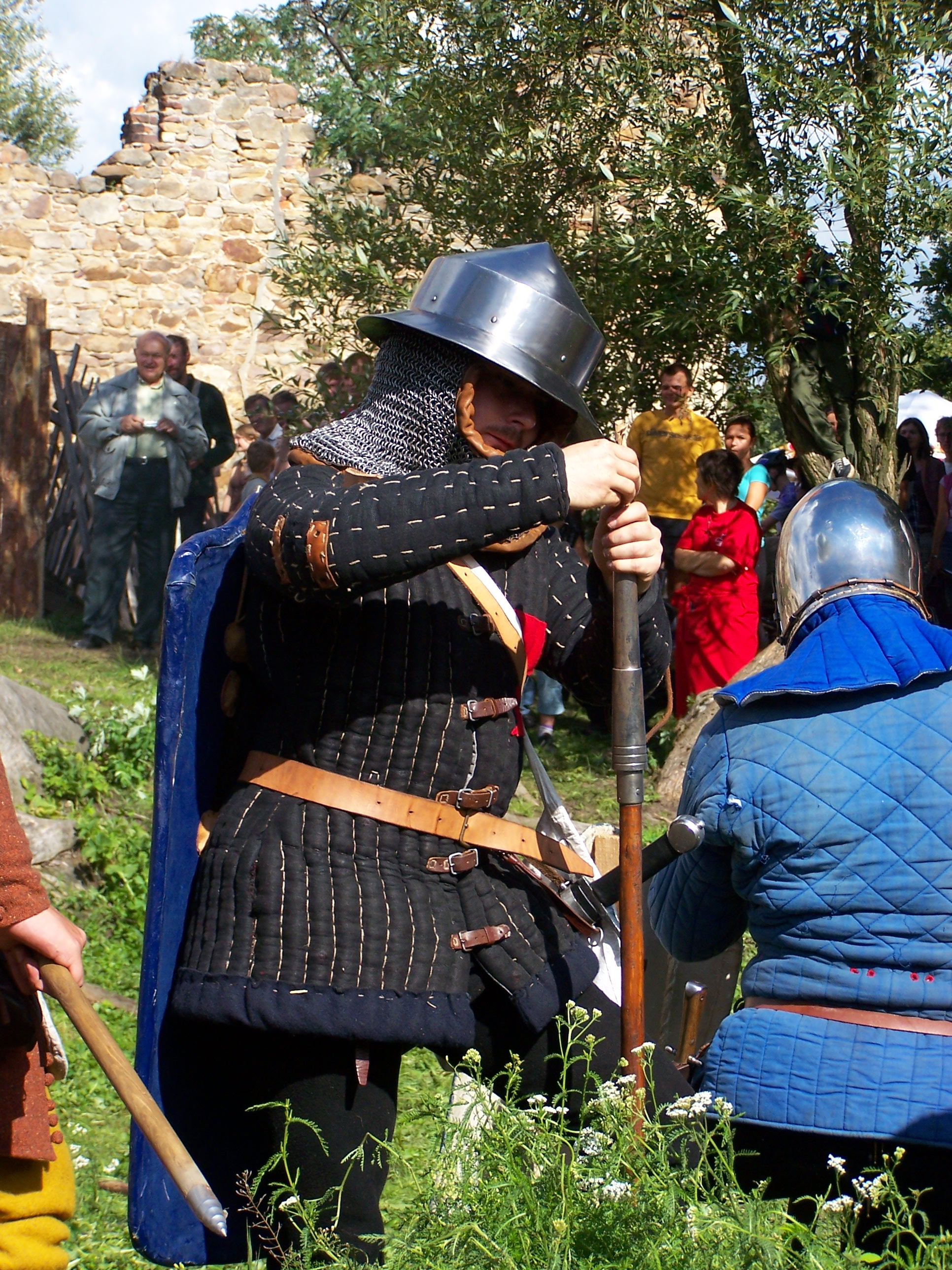
Гамбезон для бедных воинов мог выступать и в качестве самостоятельного доспеха (современная реконструкция)

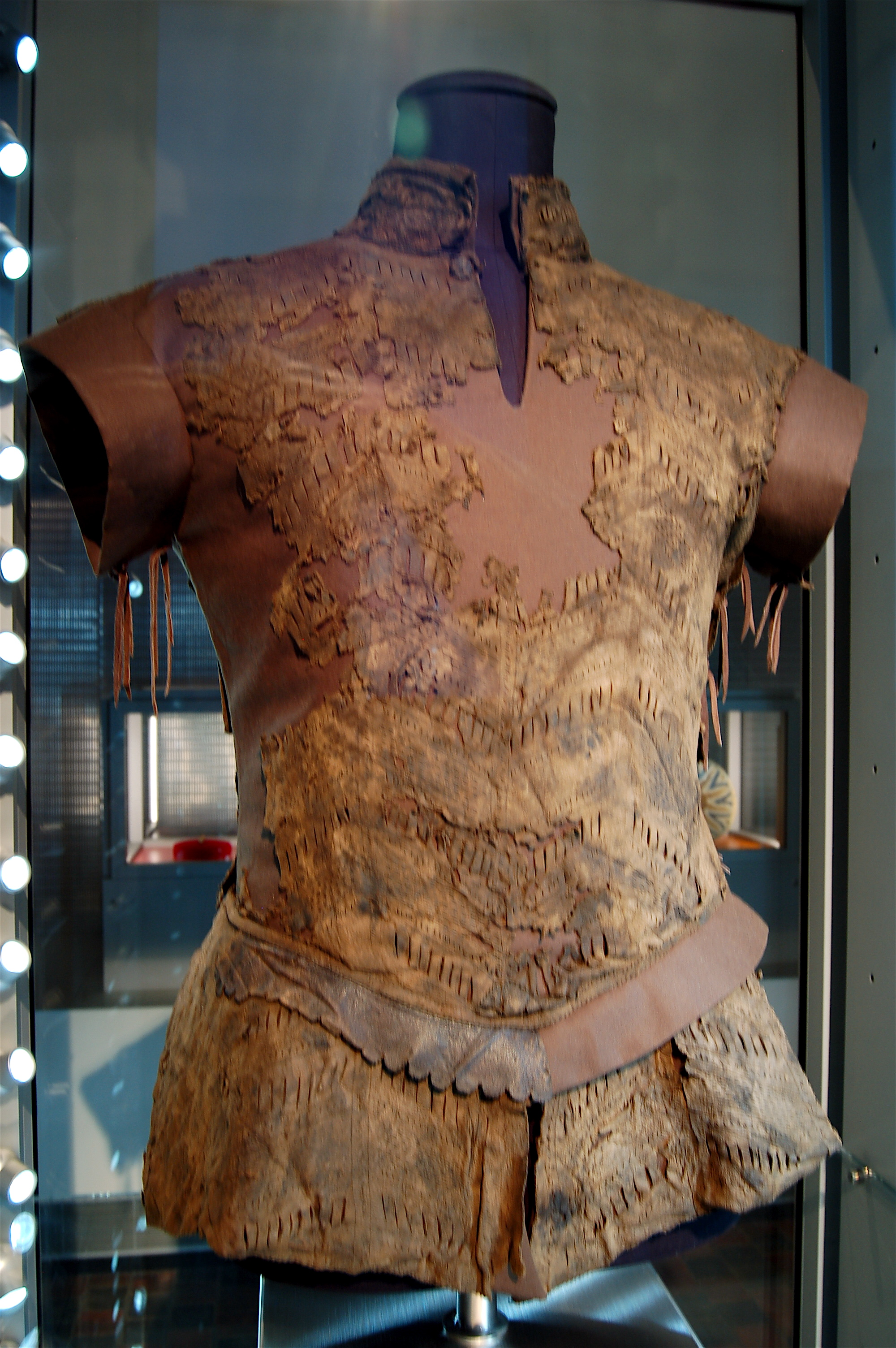
Остатки облегчённого стёганого поддоспешника второй половины XVI в.

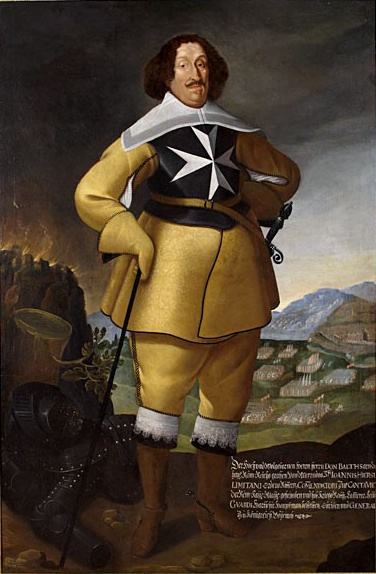
Воин в Buff coat и кирасе

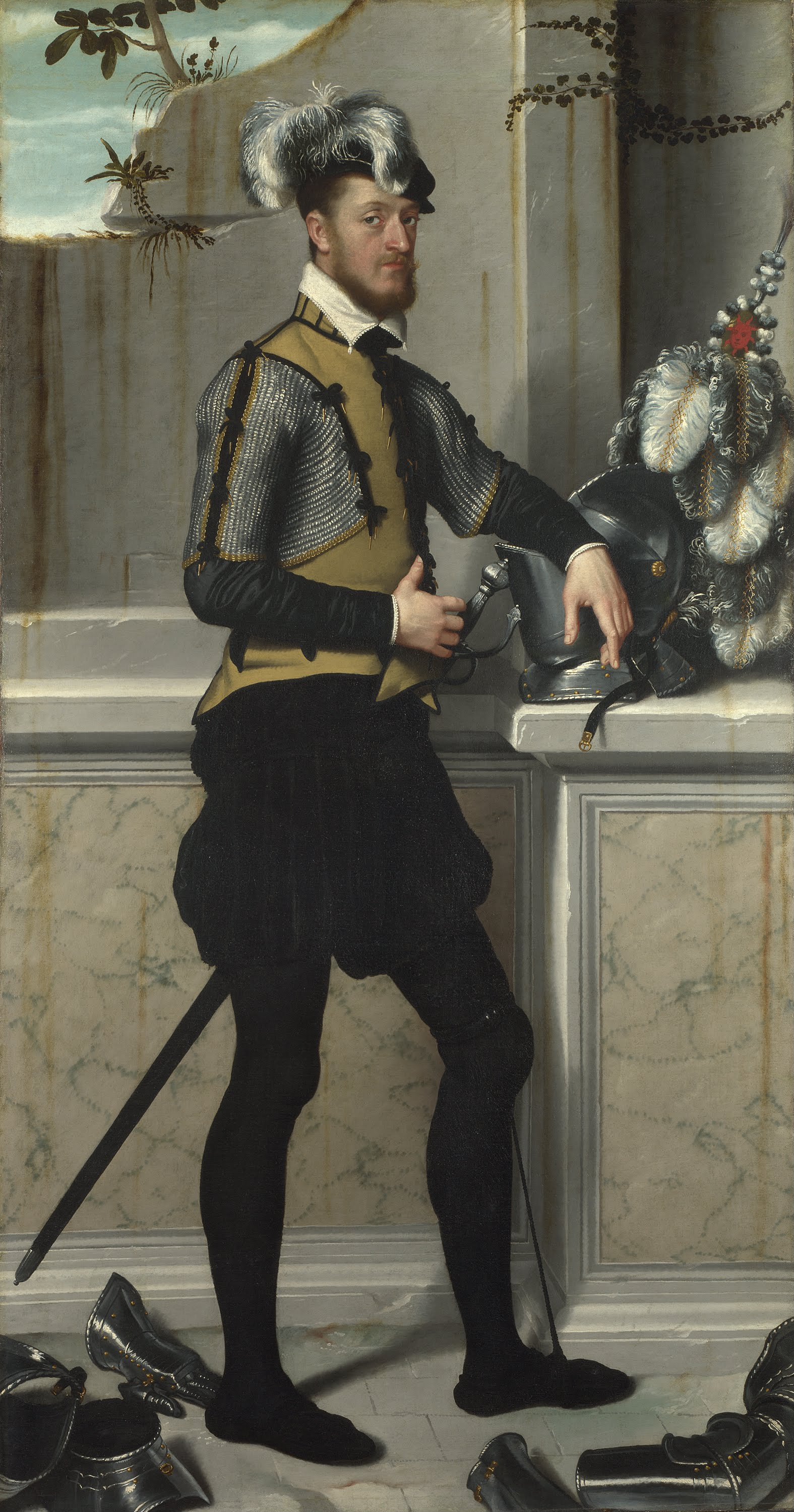
Максимально облегчённый поддоспешник XVI века с кольчужными нашивками

Обычно доспех носился на какую-либо специальную поддоспешную одежду (поддоспешник), причём в рамках разных традиций существовали различные способы его ношения.
Так, эллинистические доспехи надевались поверх особой туники, называемой на латыни subarmalis или на древне-греческом thoracomachos. Она была достаточно тонкой и сделана либо из плотной ткани, либо из тонкой кожи. Именно на неё нашивались птериги — свободно висящие полосы кожи, служившие дополнительной защитой для конечностей и ставшие одной из наиболее характерных деталей облика греческого и римского воина.
В средневековой Европе использовались толстые матерчатые поддоспешники (стёганка, гамбезон, дублет, акетон, жупон, пурпуэн, бамбакион, тегиляй, жак и так далее), носившиеся под кольчугой. Они были простёганы и либо сделаны из множества слоёв льняной ткани, либо набиты изнутри пенькой, паклей, конским волосом и тому подобным материалом. Стёганка не только служила поддоспешной одеждой, защищающей тело воина от натирания доспехом, но также отчасти амортизировала удары, а при удачном раскладе даже могла задержать стрелу, прошедшую сквозь кольчугу. Для бедных пехотинцев стёганка могла служить и самостоятельным доспехом, будучи при этом ощутимо толще и основательнее, чем поддоспешная, а в некоторых случаях дополнительно усиливалась металлическими элементами: оплечьями, налокотниками, латными варежками, соединяющими их цепями, предохраняющими руки от перерубания (пример), а также горжетом (защитой шеи). Точно так же существовали и плотные набивные подшлемники, служившие для амортизации ударов.
Со временем на поддоспешнике появляются специальные завязки для крепления элементов доспеха, кольчужные вставки для обеспечения дополнительной защиты и так далее. После перехода в конце XIV—XV веков к латам стёганый поддоспешник постепенно утончается, так как его амортизирующая функция стала менее востребована, пока к XVI веку вообще не исчезает в таком виде, так как к тому времени латные доспехи стали носиться без кольчуги, получили мягкую подкладку там, где это было необходимо, и вполне могли надеваться просто на плотную одежду. Иногда на основании изобразительных источников утверждают о существовании некоей кожаной поддоспешной куртки, но археологических доказательств эти утверждения применительно к периоду расцвета латников пока не получили. Правда, самые поздние европейские доспехи — времён Английской гражданской войны — действительно порой надевали на колет — куртку из кожи буйвола (buff coat, buff jerkin) или другой толстой и мягкой кожи (в Северной Европе лучшей считалась лосиная, но из-за нехватки её часто заменяли оленьей или специально выделанной коровьей, что считалось суррогатом), но это было уже позднее нововведение, по сути — дополнение доспеха, «стянувшегося» к кирасе, призванное обеспечить остальному телу воина хотя бы какую-то защиту. Той же цели служили и огромные голенища кожаных сапог, доходившие до середины бедра.
В Азии, как правило, обходились существенно более лёгкими поддоспешниками либо вообще без специализированной поддоспешной одежды. Например, ламеллярные панцири кочевников Евразии носились просто поверх обычного достаточно плотного халата. Точно так же надевали ламелляр и кольчугу на плотный шерстяной халат тибетские воины, комплекс доспеха и вооружения которых хорошо известен, так как в условиях изоляции просуществовал практически в неизменном виде до самого начала XX века. Не нуждались в плотном поддоспешнике и доспехи куячного типа, которые вообще-то сами по себе напоминали одежду — и по крою, и по внешнему виду, и по конструкции. С другой стороны, восточные доспехи — кольчуги, зерцала и прочие — зачастую сами имели подкладку, сделанную из кожи или плотной ткани, а порой и подбитую ватой. В Японии местную кольчугу-кусари вообще носили только в нашитом на тканевую подкладку виде.
Сверху доспех также часто был прикрыт элементами одежды. В Европе, как минимум начиная с эпохи крестовых походов, роль надоспешника играл сюрко, но иногда поверх доспеха могли носить и стёганку. Надоспешная одежда часто содержала гербовые цвета владельца или его сюзерена, служа таким образом для опознания сторон в ходе битвы. Некоторые доспехи, вроде бригандины или куяка, имели конструктивно неотделимую от брони тканевую покрышку и сами по себе напоминали по виду богато украшенную одежду. Лишь с начала XV века, около 1420-х годов, в Италии, а затем и по всей Европе получает распространение стиль bianco armatura — «белый доспех», который подразумевал отсутствие надоспешной одежды, вместо чего сам доспех выполнялся с высоким качеством отделки и орнаментации, играя помимо основной — защитной — также и декоративную роль. Точно так же в готическом доспехе сами гофрированные пластины брони играли роль декоративного элемента. На средневековом Востоке было широко распространено ношение на доспех обычной верхней одежды вроде халата.

### Изготовление доспехов

#### Организация производства
Организация производства доспехов в Средние века сильно различалась в зависимости от местности.
Например, в Северной и Центральной Европе, в особенности в Германии, большой властью пользовались гильдии ремесленников, которые устанавливали жёсткие правила относительно численности мастеров и подмастерьев, продвижения их карьеры и качества выпускаемой продукции. Именно по отношению к этим регионам справедливы классические описания гильдейского ремесленного быта, известные по школьным учебникам. В Нюрнберге в одной мастерской дозволялось работать одному мастеру, двум подмастерьям и одному ученику. Вся продукция проходила тщательную проверку перед тем, как на неё ставилось клеймо города. В Аугсбурге ограничения на количество работников в мастерской отсутствовали, и в некоторых из них могли одновременно работать до 20—30 мастеров и столько же или больше подмастерьев. Однако для того, чтобы стать мастером, нужно было отработать как минимум четыре года учеником, столько же подмастерьем и предоставить в качестве «шедевра» полный доспех. Тем не менее, даже в условиях подобных ограничений масштабы производства были для тех лет потрясающими: например, в 1295 году для войск французского короля Филиппа Красивого в Брюгге было заказано 2853 шлемов, 6309 круглых щитов, 4511 кольчужных рубах, 751 пара латных перчаток, 1374 горжетов и 5067 бригандин (coat-o-plate).

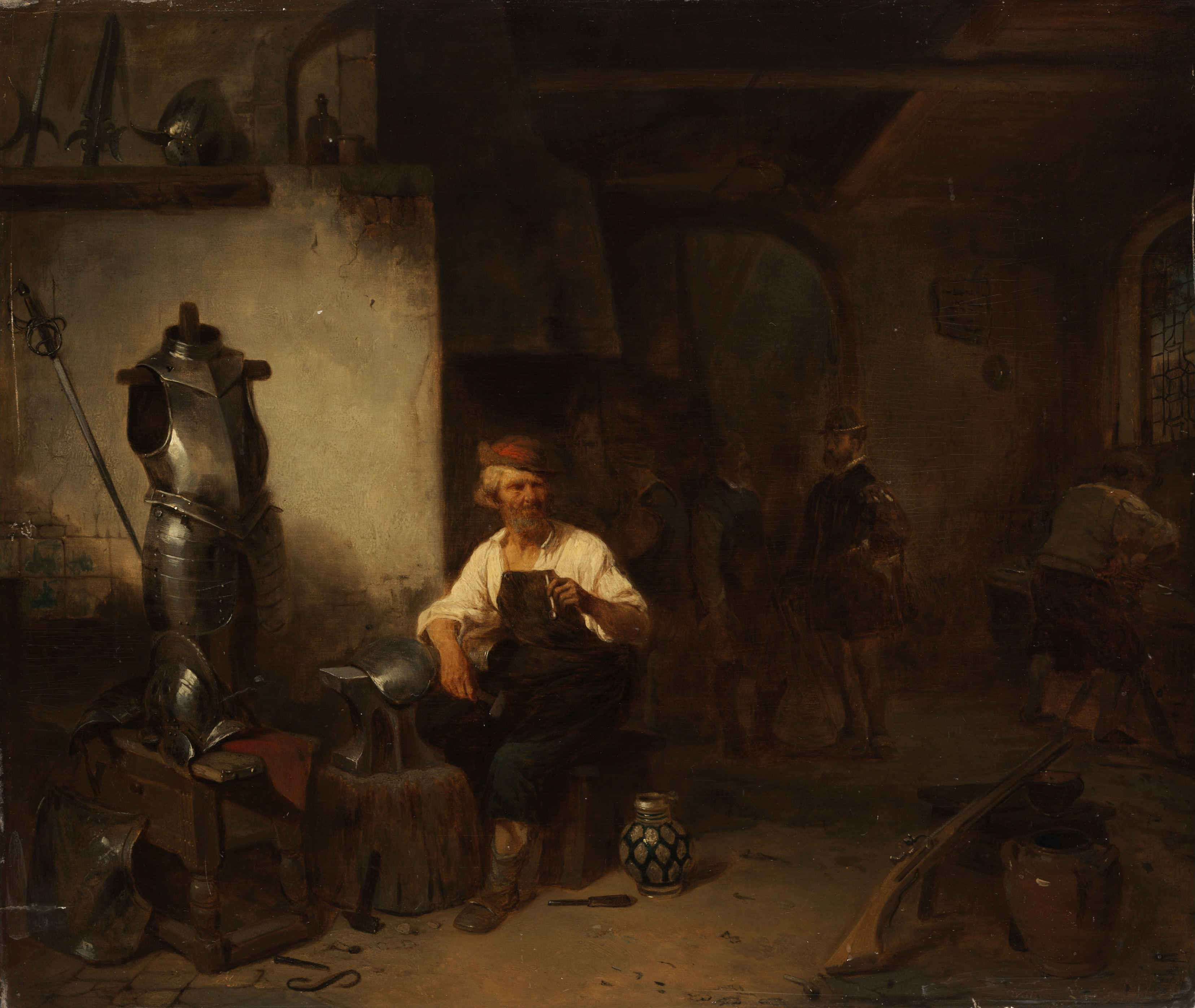
В мастерской бронника

Напротив, в районе Милана и Брешии классические ремесленные гильдии вообще отсутствовали. Там существовало огромное количество мелких семейных мастерских, которые могли свободно кооперироваться для выполнения крупных заказов. Это позволяло в короткие сроки выпускать огромное количество продукции: например, накануне битвы при Маклодио (1427 год) миланские оружейники всего за несколько дней поставили 4000 кавалерийских и 2000 пехотных доспехов. Многие семьи оружейников становились очень богатыми, например род Миссалья (Missaglia), который не только занимался непосредственно производством доспехов, но и имел долю в горнодобывающем и железоделательном промыслах. Тем не менее, из документов нам известно, что в большинстве случаев мастера-доспешники занимались только изготовлением непосредственно доспехов, — материалы для них, включая металл и кожу, они заказывали в готовом виде на стороне.
Впоследствии, по мере становления абсолютизма, появляются и крупные дворцовые мастерские по производству брони, которые, впрочем, не только поставляли броню самому королю и для вооружения армии, но и работали по частным заказам. Так, в 1511 году Генрих VIII основал в Гринвиче, расположенном неподалёку от его собственного дворца, небольшую доспешную мастерскую, в которой работали изначально итальянские мастера из Милана. Впоследствии она выросла в одну из крупнейших в Европе доспешных мануфактур.

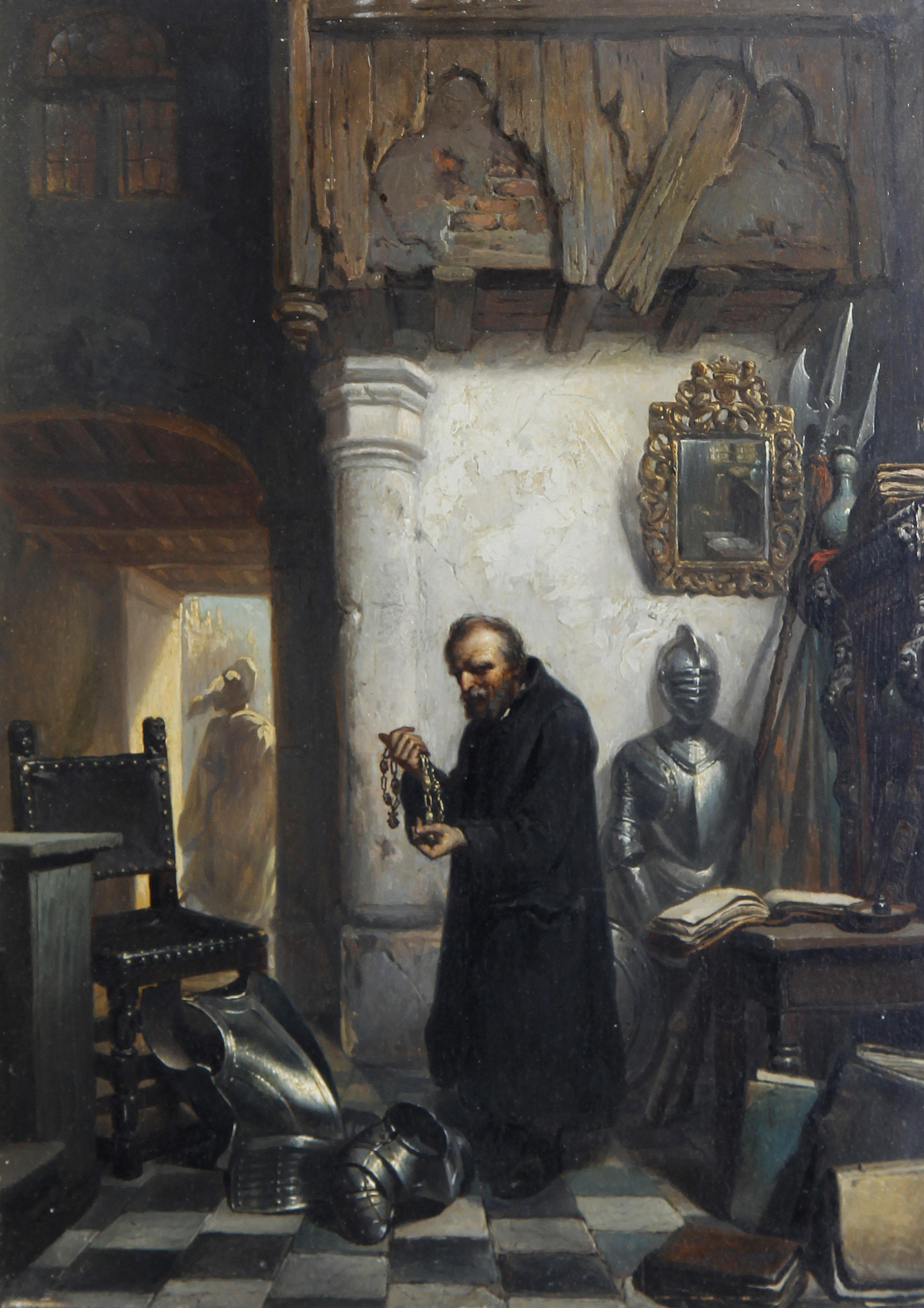
Продавец оружия и доспехов

Большая часть массовой брони, выпускаемой оружейными мастерскими, не была предназначена для какого-либо конкретного заказчика и продавалась специализированными магазинами любому желающему. Складская опись магазина Франческо Датини, который занимался импортом миланской брони во Францию, в 1367 году включала 45 бацинетов, 3 железные шляпы (chape de fer), 10 шлемов cervelle, 60 нагрудников, 20 кирас и 12 кольчуг, то есть броня была достаточно ходовым товаром и имелась в магазине в немалых количествах. Такие доспехи стоили сравнительно дёшево. Например, в 1539 году английский король Генрих VIII заказал у кёльнских мастеров 1200 комплектов доспехов за 451 фунт, то есть примерно по 7,5 шиллингов за каждый.
Напротив, изготавливавшиеся на заказ штучные комплекты могли стоить целого состояния, в силу чего были доступны лишь королям или богатейшим дворянам. В 1540 году гринвичские мастерские просили 1 фунт стерлингов за кирасу, 4 фунта за бригандину, 8 фунтов за латный доспех и 12,6 фунта за полный доспешный гарнитур без отделки. Для сравнения, годовая зарплата мастера-доспешника составляла около 17 фунтов, а ученика — 9 фунтов стерлингов (1 фунт стерлингов равен 20 шиллингам). Таким образом, на цену сделанного на заказ под конкретную фигуру доспешного гарнитура можно было хорошо жить год, а то и больше. При работе над доспехами такого уровня мастера не стеснялись по нескольку раз навещать венценосного заказчика для примерки, а иногда даже изготавливать восковую копию его фигуры для наилучшей подгонки.
В Азии встречались самые различные модели организации производства. Например, у евразийских кочевников производство было сильно децентрализовано, так как отковать, к примеру, пластины для ламелляра, мог практически любой племенной кузнец наряду с простыми орудиями труда и недорогим оружием, сборкой же его традиционно занимались женщины. Ещё в XVII веке ойратские законы предписывали, чтобы ежегодно каждые 40 кибиток поставляли правителю по два панциря (видимо, именно ламеллярной конструкции) под угрозой штрафа конём или верблюдом.
Часто жители целой местности профессионально занимались доспешным делом — делали кольчуги, вязали ламеллярные панцири. Например, тюркюты из рода Ашина, впоследствии сыгравшие немалую роль в истории Евразии, впервые упоминаются именно как племя кузнецов-вассалов каганата жужаней, занимавшегося производством в том числе и железных доспехов, а жители дагестанского аула Кубачи ещё в далекую старину прославились как кольчужники. У юго-восточных соседей степных кочевников, китайцев и корейцев, массовым производством доспехов для армии занимались крупные дворцовые мастерские, в которых могли работать тысячи мастеров-ремесленников. По их образцу было построено производство и в империи Чингизидов. Ещё в XVIII веке, уже во времена монголов-ойратов, каждый год в ставке хана собиралось до трёх сотен женщин с кочевий по всей Монголии, которые в качестве повинности шили доспехи для его воинов из заготовленных придворными кузнецами пластин или кожи. В Японии же производством занимались как мелкие мастерские, так и достаточно крупные аналоги мануфактур, часто ассоциированные с богатыми даймё.

#### Технологии
Средневековая металлургия была способна выдавать в массовых количествах лишь два вида железных сплавов — сыродутное железо и чугун. Сыродутное железо (исторический термин, по сути — низкоуглеродистая сталь) — мягкий, ковкий материал с очень низким содержанием углерода и большим количеством примесей, его получали из железной руды в печи с температурой около 1200 °C (что ниже температуры полного плавления железа). Извлечённую из печи пористую массу — крицу или блюм — проковывали вручную, чтобы удалить включения шлака (уже в позднее Средневековье для этой трудоёмкой работы приспособили механические молоты с приводом от водяного колеса). В результате получался прокованный кусок железа с крупной кристаллической решёткой и значительным содержанием примесей. Чугун — сплав, напротив, с мелкой кристаллической структурой и очень высоким, порядка 2 %, содержанием углерода — получали в большой печи при более высокой температур — около 1500 °C. Слитки чугуна имели мелкую кристаллическую структуру и были прочными, но хрупкими, нековкими.
Ни тот, ни другой материал по отдельности для создания качественного доспеха не годятся: железо — очень мягкий материал с низкими механическими качествами, а чугун хрупок и не поддаётся ковке. Тем не менее, длительное время считалось, что именно мягкое сыродутное железо было основным материалом для средневековых доспехов. Более тщательные исследования с использованием микроскопии и рентгенографии однако показали, что большинство сохранившихся экземпляров более-менее качественной брони уже начиная с XIII—XIV веков было выполнено из стали, то есть железного сплава с содержанием углерода, промежуточным между сыродутным железом и чугуном, причём зачастую сталь имеет следы термической обработки (закалки). Образцы железной брони, которые ранее относили к средневековью, часто оказывались, за исключением самых дешёвых вариантов, позднейшими подделками или репликами, изготовители которых либо брали наиболее дешёвый материал из доступного, либо же следовали неверным выводам науки своего времени.
Между тем широкое использование в доспехах стали означает, что средневековая металлургия была способна получать её в достаточном для их производства объёме. В зависимости от принятой технологии, это могло быть достигнуто либо науглероживанием железа до превращения в сталь, для чего его в течение часов нагревали докрасна в замкнутом объёме с содержащим углерод органическим сырьём, либо, напротив, снижением содержания углерода в чугуне, что также превращало его в сталь. Судя по всему, для изготовления брони применялся главным образом второй процесс, в то время как из науглероженного железа, процесс получения которого был более примитивен и менее продуктивен, а качество — нестабильно, изготавливали главным образом бытовые инструменты и клинки.

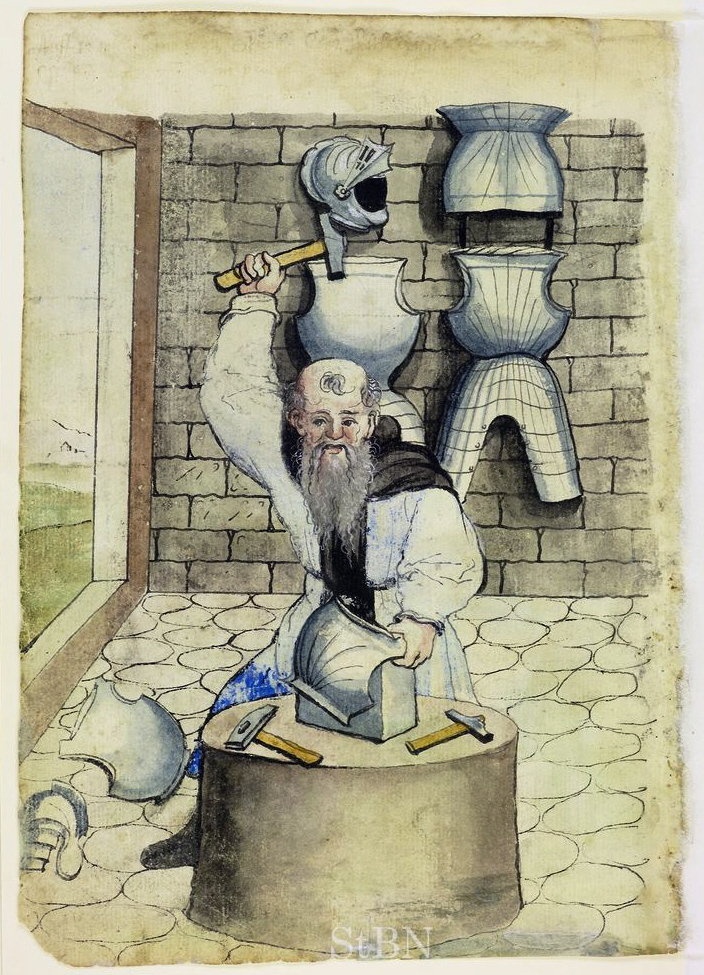
Кузнец-бронник за работой. 1530-е годы

Например, знаменитые миланские доспешники использовали сталь, поставляемую из Брешии, процесс получения которой известный учёный того времени Ваноччио Бирингуччио (Biringuccio) в своём труде De la Pirotechnia (ок. 1540 года) называет «Брешианским способом». Он описывает его как длительную проковку заготовки, составленной из чугуна и сыродутного железа, в результате чего в ней происходила диффузия углерода из областей с его высоким содержанием в области с низким. Таким образом, речь идёт о технологии, известной как «кричный передел». Разумеется, в результате такого процесса получался весьма гетерогенный материал с крайне неравномерным распределением содержания углерода, а также большим количеством посторонних включений, что и подтверждает анализ сохранившихся образцов массовой брони, как и наличие у неё характерной «слоёной» микроструктуры, являющейся следствием многократных складываний и проковки заготовки в процессе изготовления. Проковывая заготовку намного дольше, получали практически гомогенную сталь, но она шла лишь на наиболее качественную броню, изготавливаемую для монархов и самых богатых феодалов.
Любопытно, что изучение образцов европейской брони XIII—XVI веков позволяет прийти к выводу, что в то время ещё не был известен (или не нашёл широкого применения) процесс легирования стальных сплавов. Отмечаемое в массовых образцах доспехов конца XVI — начала XVII веков несколько повышенное содержание примесей таких элементов, как фосфор, магний, марганец, алюминий и кальций, а также включения силиката железа, наиболее вероятно можно списать на низкий уровень задействованного в производстве дешёвой брони технологического процесса, шедшего с использованием дешёвого, но содержащего много примесей каменного угля, а также вторичную переработку старой или повреждённой брони.

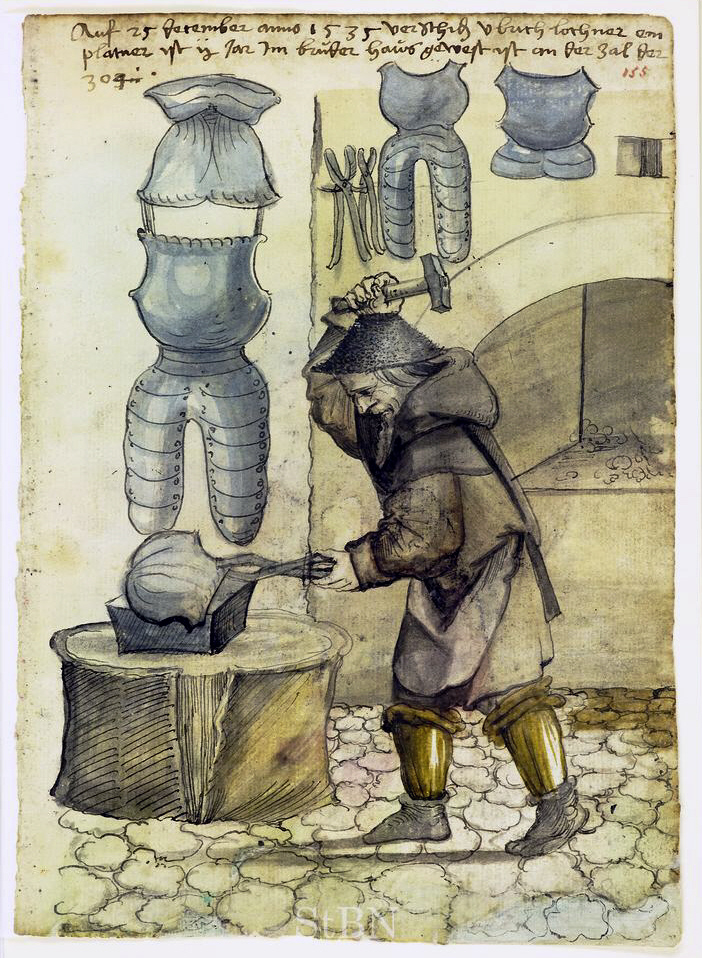

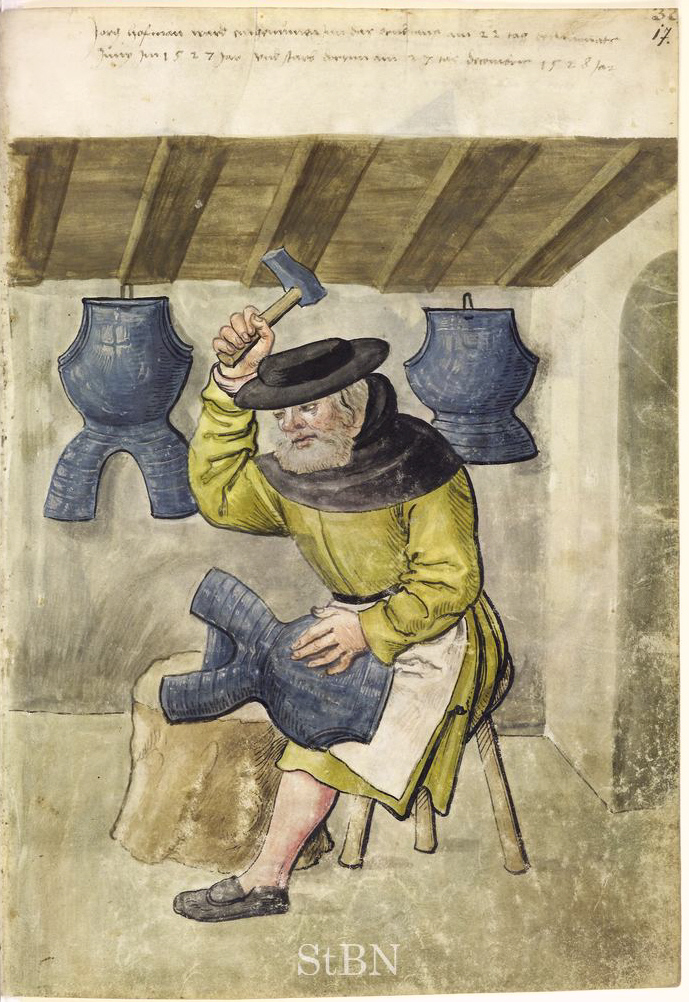
Окончательная правка доспеха

В целом, использовавшиеся в массовым производстве доспехов стали характеризовалась весьма сильно, от 0,02 до 0,8 %, варьирующимся в зависимости от участка содержанием углерода, что должно было сделать термическую обработку такого материала весьма сложным и деликатным процессом. Малейшее нарушение температурного режима могло привести к деформации металла, особенно в случае крупных деталей, таких как кираса или поножи. Штучная броня, а также броня производства крупных придворных мастерских, таких как Инсбрукская или Гринвичская, которые работали с качественным сырьём, имевшим более равномерное содержание углерода, что значительно повышало эффективность термической обработки, уже ввиду одного этого факта по своим защитным качествам должна была существенно превосходить средний уровень тех лет. Впрочем, на практике даже качественная броня закалена «пятнами» — с большими вариациями твёрдости в зависимости от конкретной точки на поверхности доспеха. Видимо, длительный равномерный нагрев крупногабаритных деталей вызывал в то время непреодолимые трудности. Собственно говоря, именно трудности с получением качественного сырья и термической обработкой в значительной степени объясняют упомянутый выше большой разброс цен на массовую и штучную броню.

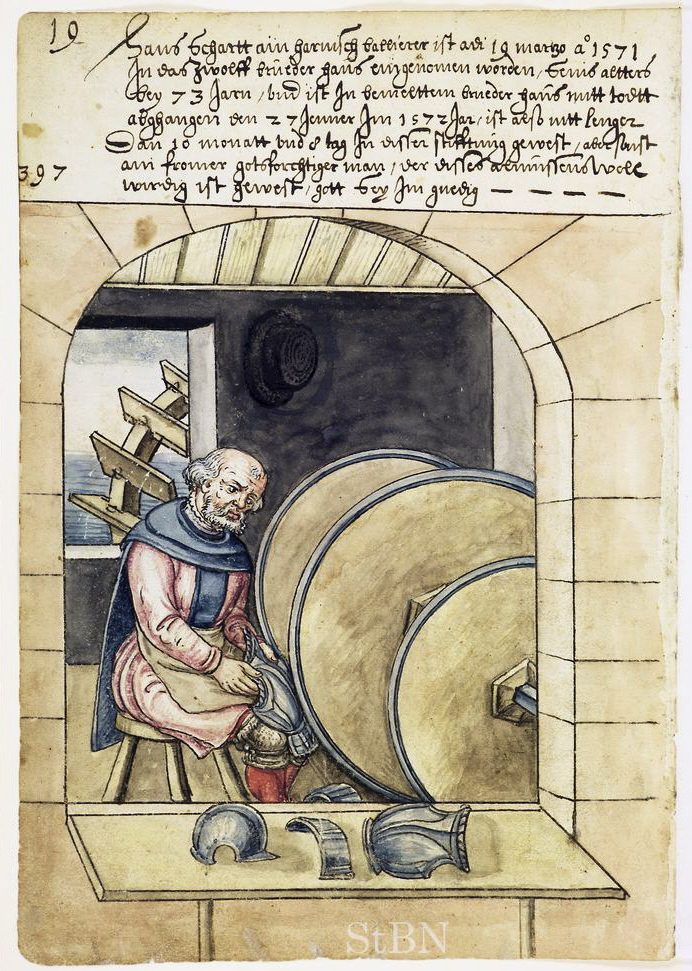
Полировка частей доспеха

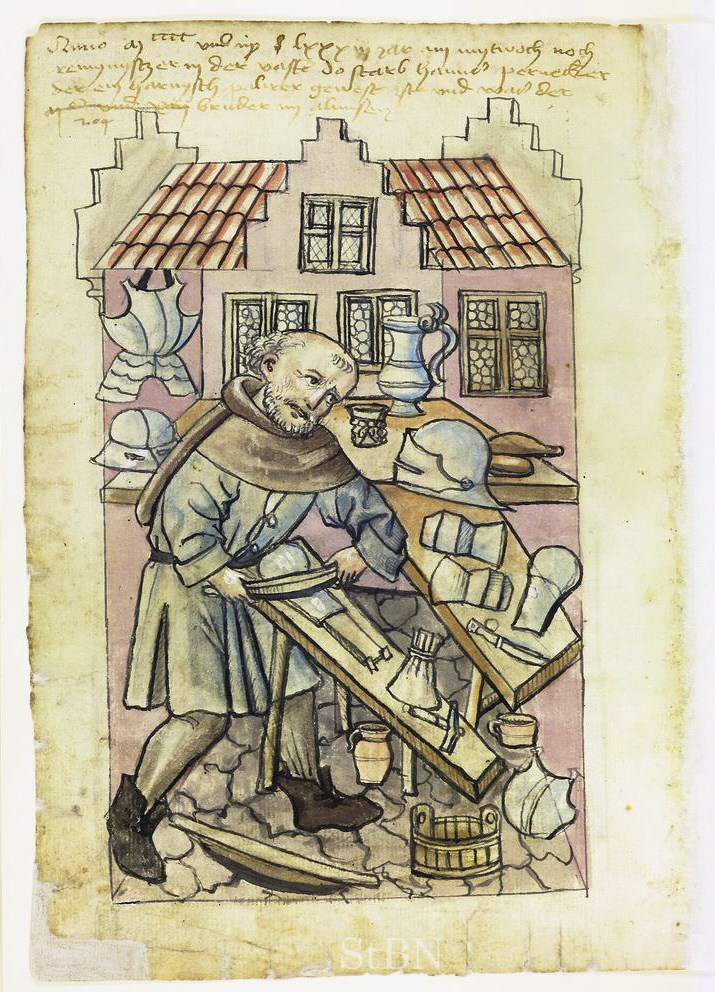

Изучение структуры металла доспехов показывает, что его кристаллическая решётка практически не нарушена. Это, в сочетании с наличием вытянутых вкраплений шлака, означает, что они ковались в основном в горячем состоянии. Холодной ковкой производились лишь незначительные правки и подгонки перед сборкой, например, подправка элементов декора. После этого чёрные, покрытые окалиной части доспеха, попадали к полировщикам, использовавшим колёса с механическим приводом и полировочные пасты. Часто полировкой занимались сторонние мастерские. Судя по всему, они же осуществляли также отделку и финальную сборку доспеха. Нередко такие мастерские были ассоциированы с гильдиями кожевенников и златокузнецов. Петли и прочую мелкую фурнитуру для доспехов поставляли обычно гильдии замочников, за исключением самых дорогих комплектов, для которых требовалось штучное изготовление индивидуально подогнанных петель. Напротив, в самых крупных мастерских, таких как те же гринвичские, вся производственная цепочка была расположена на одной территории.
Не вполне понятно, на каком этапе производилась термическая обработка доспехов. Вероятно, этот процесс протекал где-то между первичной полировкой и окончательной отделкой. Большинство доспехов в те годы отделывалось путём окрашивания или оксидирования (воронения) для защиты от коррозии и упрощения ухода в полевых условиях, — натуральный блеск металла имела лишь сравнительно небольшая часть доспехов, часто — парадных или турнирных. Причём в большинстве случаев и они не полировались до зеркальной гладкости, а подвергались матовой (сатиновой) шлифовке, дававшей достаточно тусклую поверхность.
Некоторый интерес представляют данные о твёрдости металла исторических доспехов. Низкокачественная броня массовой выделки была обычно сделана из железа или незакалённой стали с содержанием углерода менее 0,1 %, что существенно упрощало и удешевляло производство. Примерно таковы же свойства современной стали, идущей на гвозди, так что не удивительно, что большая часть массовых доспехов заслужила у простых пехотинцев немецкое название нем. Scheißenpanzer — «дерьмовый доспех» (ироническое добавление звука «ш» (sch) к названию Eisenpanzer = железный доспех). Твердость по Виккерсу у такой брони обычно была в районе 75—110 единиц (VPH). Такой доспех сравнительно легко пробивался даже самыми рядовыми клинками с твёрдостью порядка 45 HRC (~450 VPH), не говоря уже о более-менее качественном (50—60 HRC или ~550—720 VPH).
Более качественная (и намного более дорогая) броня изготавливалась из лучших материалов и подвергалась термической обработке, однако в XIII—XIV веках этот процесс ещё не был до конца подвластен ремесленникам, поэтому его результаты могли существенно варьироваться, как в зависимости от экземпляра, так и в зависимости от конкретной точки на одном и том же элементе брони. Например, шлем из Пембриджа, изготовленный до 1375 года, имел поверхностную твёрдость около 430 VPH; пластины бригандины середины XIV века из Швейцарского Национального Музея — 390 VPH (что соответствует примерно 40 единицам по Роквеллу). Топфхельм из Даргена, относящийся ко второй половине XIII века, имел твёрдость в районе 256 VPH, а мюнхенский нагрудник, датируемый периодом на столетие позже, — от 330 до 453 VPH.
Впоследствии по мере развития технологии стало возможным получать и более качественную броню. Элементы доспехов середины XV века производства семьи Хельмшмид имеют твёрдость порядка 240—441 VPH (20—44 единицы по Рокуэллу), причём более равномерно распределённую по поверхности. Это следствие как лучшего качества самой стали, так и более совершенной технологии её закаливания. Одним из лучших образцов тех лет может считаться выкованный около 1492 года армет работы Лоренца Хельмшмида, стабильно показывающий твердость в районе 525 VPH (около 50 единиц по Рокуэллу, что примерно соответствует современному инструменту среднего качества вроде отвёрток или ножниц).
Интересно, что броня, датируемая XVI—XVIII веками, часто не имела термической обработки. Это связано, во-первых, с изменением требований к доспеху: массовое распространение огнестрельного оружия требовало повышения пулестойкости, а она была выше у менее твердого, но более пластичного доспеха, способного за счёт своей деформации гасить удар пули. А во-вторых — с распространением сложных техник декорирования доспехов, которые подразумевали локальный прогрев доспеха для выполнения насечки и других декоративных элементов, что уничтожало результат термической обработки, так что её просто перестали делать, отдавая предпочтение стилю, а не твердости, которая всё равно перестала быть главной характеристикой для брони. Что касается поздних доспехов второй половины XVII—XVIII веков, то они несли в основном декоративную нагрузку, служа украшением дворцового интерьера. Единственным боевым доспехом в этот период была кираса.

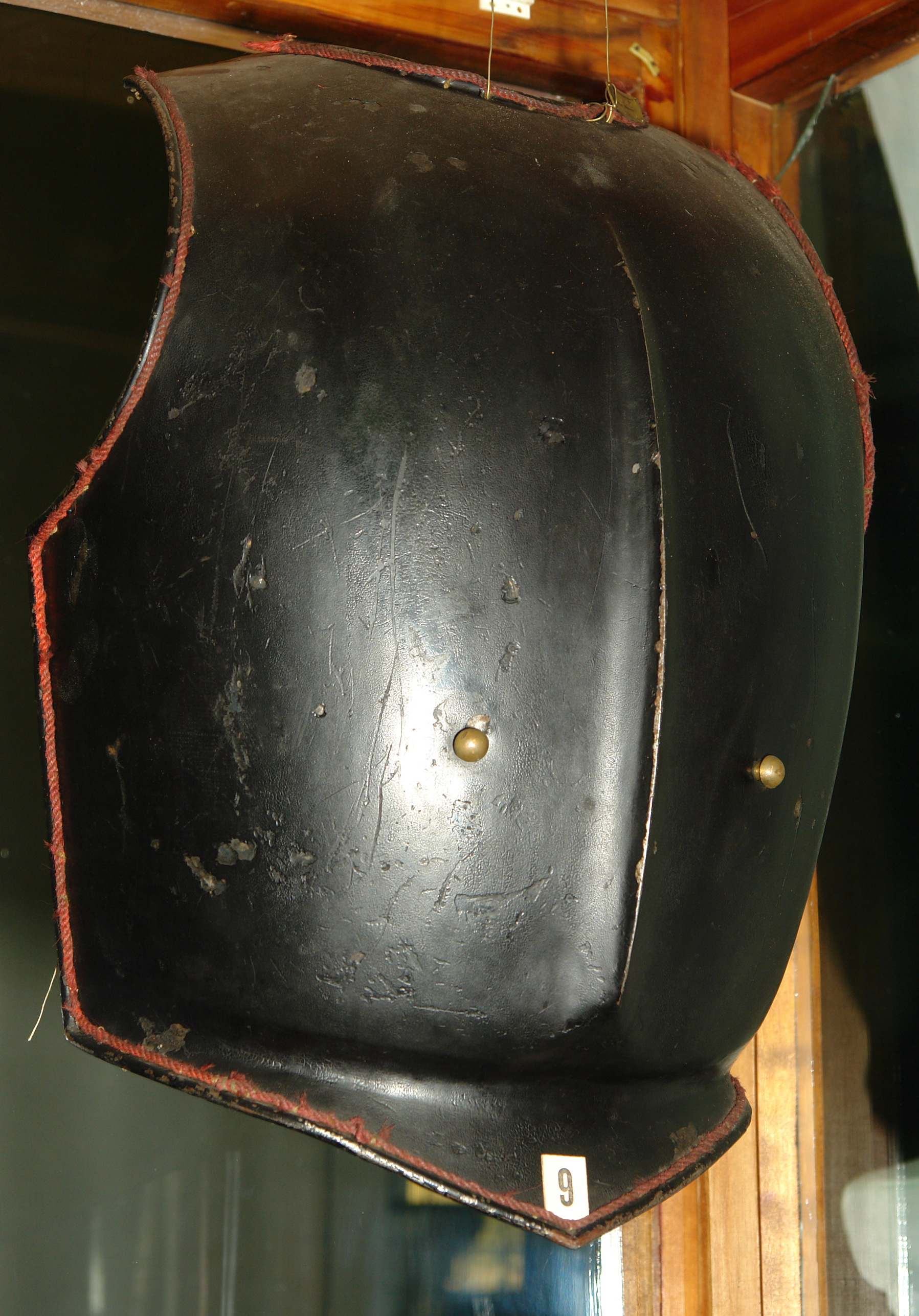
Русская кираса времён Наполеоновских войн. Видны все характерные черты — неполированная поверхность металла, окрашенная чёрной краской, опушка из шнура, и т. д.

По мере развития производства изготовление доспехов стали осуществлять серийным способом. В XVIII—XIX веках кирасы делали методом, напоминающим горячую штамповку: брали лист железа, раскраивали его по форме изготавливаемой части кирасы, раскаляли докрасна и вкладывали в чугунную форму-матрицу, после чего выбивали ручными молотами, так что он в точности приобретал форму поверхности последней. Если поверхность формы была достаточно гладкой, то кираса сразу выходила из неё в готовом виде, практически без необходимости править её вручную. После этого в ней оставалось просверлить отверстия под фурнитуру, прикрепить подкладку, опушку из шнура и пуговицы для наплечных и поясных ремней, а также окрасить чёрной краской. Полированные железные кирасы были в это время редкостью и, как правило, шли на парадные доспехи почётного караула: при полировке повреждался упрочнённый поверхностный слой металла, который закаливался при быстром остывании от контакта с холодной формой, а также уменьшалась его толщина. Иногда в целях повышения декоративных свойств и для защиты от коррозии кирасы делали двухслойными — внутренний слой из тонкой стали, наружный — из латуни. Защитные свойства цельностальных и двухслойных кирас были одинаковые — при толщине около 1 1/2 линии (3,81 мм) они надёжно защищали от холодного оружия и ружейных пуль на самом излёте траектории. Весила кираса 14—15 фунтов (6,35—6,8 кг). Для сапёров делали более толстые нагрудники (без спинной части), которые при весе в 15—18 фунтов (6,8—8,2 кг) и толщине в 2 1/2 линии (6,35 мм) в значительной степени защищали и от пуль, выпущенных с ближнего расстояния.
Очень интересны приведённые в том же источнике данные о защитных свойствах кирас того времени. Утверждалось, что кираса полностью защищала от ударов сабель, штыков и пик. Видимо, не упомянутый в этом списке тяжёлый кирасирский палаш её при определённых условиях всё же прорубал. Относительно пулестойкости приводятся следующие данные. Обычная железная кираса времён Наполеоновских войн пробивалась из ружья на любой дистанции меньше 75 саженей (160 м), а из пистолета — менее 18 саженей (ок. 40 м). Стальная кираса «из кованой немецкой стали» пробивалась из ружья только с 54 саженей (115 м), а из пистолета с 18 саженей пробивалась только половиной пуль и не пробивалась с 9 саженей (20 м). Тяжёлая кираса из одной передней половинки (нагрудник), «скованная из железа вместе со сталью», не пробивалась и с 9 саженей, хотя после 18 саженей ружейная пуля делала в ней вмятину. Следует иметь в виду, что ещё в XIX веке единственным критерием отличия железа от стали считали способность последней держать закалку, что обычно соответствует содержанию углерода выше 0,3 %.

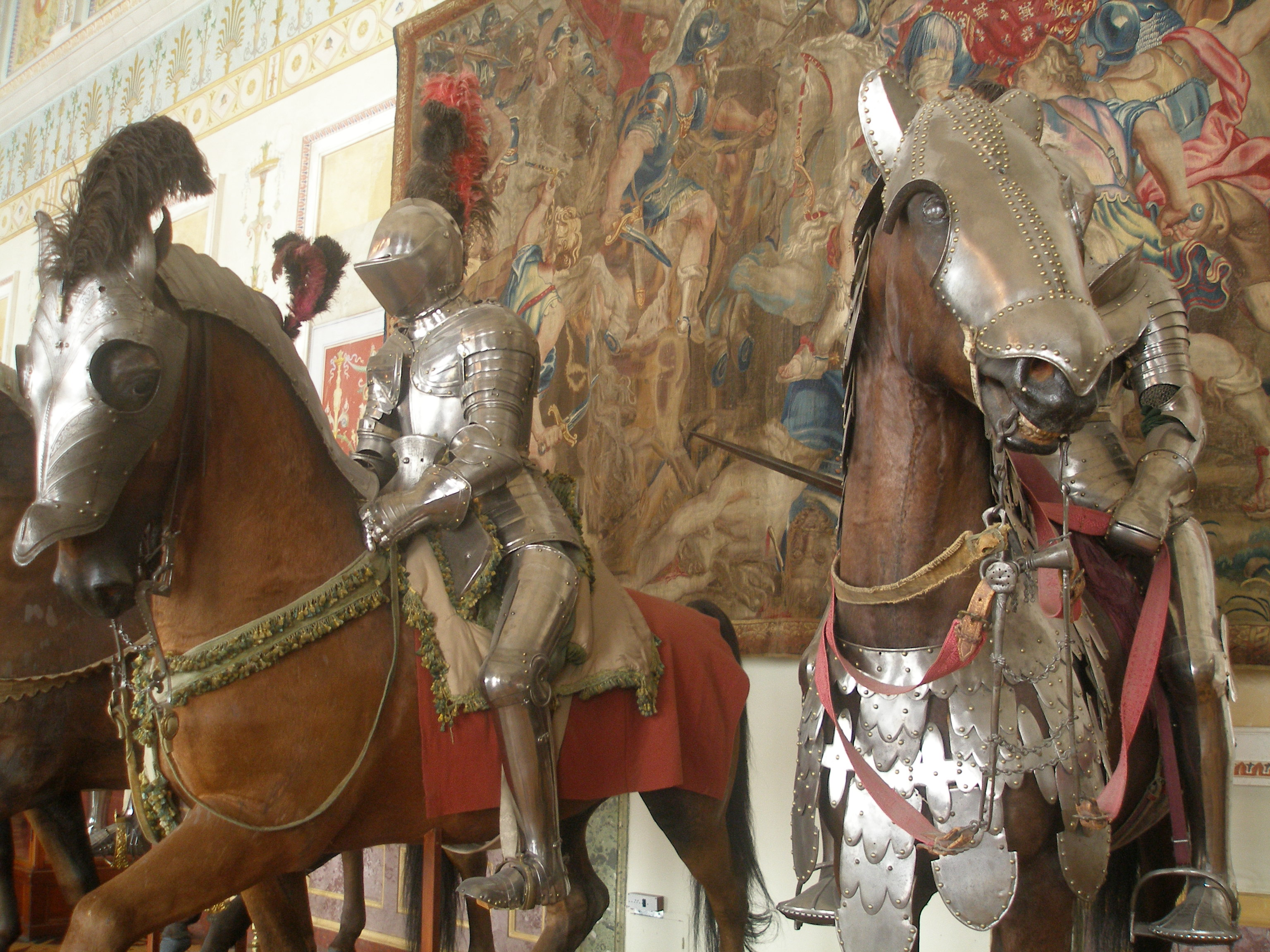
Рыцари и боевые кони в доспехах конца XV — середины XVI вв. Эрмитаж, Санкт-Петербург

В Азии на дорогие доспехи иногда шли дамаск или булат, что определяло их сравнительно высокую прочность при небольшой толщине пластин и комфортном весе. Такие доспехи, однако, были ещё дороже и менее доступны, чем оружие из тех же материалов.

## Доспехи животных
Животные, например боевые кони, слоны, верблюды, играли немаловажную роль как в сражениях, так и выполняя транспортную функцию в армии. Люди задумывались о том, как обезопасить не только наездников, но и животных. Поэтому начали появляться доспехи, предназначенные исключительно для верховых животных. Впервые бронировать верховых коней начали в Греции ещё в период греко-персидских войн, позаимствовав идею у персов, которые уже бронировали колесничных коней. Позже броненосная кавалерия принимала участие в походах Александра Македонского, где бронированных коней имели фессалийцы.
Известны также по меньшей мере отдельные случаи изготовления доспехов для боевых слонов (сохранился комплект защитного снаряжения для слона в виде железных наконечников на бивни и панциря - в виде попоны с нашитыми металлическими пластинами).